# 近鉄奈良線
奈良線（ならせん）は、大阪府東大阪市の布施駅から奈良県奈良市の近鉄奈良駅までを結ぶ近畿日本鉄道（近鉄）の鉄道路線である。
運転系統上は難波線（大阪難波駅 - 大阪上本町駅間）・大阪線（大阪上本町駅 - 布施駅間）間を含めた大阪難波駅 - 近鉄奈良駅間が「奈良線」として扱われている。以下、特記のない限り運転系統としての奈良線（大阪難波駅 - 近鉄奈良駅間）について記述する。
駅ナンバリング等で使われる路線記号はA。番号部分は、大阪上本町駅 - 菖蒲池駅間は直通運転している難波線と一体（大阪難波駅を01とする）、大和西大寺駅 - 近鉄奈良駅間は京都線からの通し番号（京都駅を01とみなす）になっている。

## 概要
近鉄の直系母体である大阪電気軌道（大軌）が最初に開業させた創業路線であり、1914年（大正3年）に大阪市の上本町と奈良市を結ぶ路線として開業した。
大阪市と奈良市を結ぶ鉄道路線としては、当路線以外にも西日本旅客鉄道（JR西日本）の関西本線（大和路線）や片町線（学研都市線）があるが、大和路線は生駒山地の南、学研都市線は北に迂回する一方、当路線は生駒山地の中腹を新生駒トンネル (3,494 m) で貫き、大阪市と奈良市を一直線で結んでいる。近鉄のドル箱路線であり、2009年（平成21年）時点で近鉄全294駅の乗降人数ベスト15に入る駅のうち、9駅が当路線（大阪難波 - 近鉄奈良間）にある。大阪への通勤・通学路線であると同時に、奈良へ向かう観光路線でもある。
開業当時の生駒トンネルは日本初の標準軌複線トンネルであり、その建設はトンネル技術が未熟で難工事であったことや資金難から、工事を請け負った大林組が倒産の危機に瀕するほど困難であった（詳細は「歴史」節を参照）が、この生駒トンネルのおかげで生駒山地を南に迂回する関西本線に対して大阪 - 奈良間を直線的に結ぶことが可能になり、所要時間の短縮につながった。1964年（昭和39年）に新生駒トンネルが完成し車両の大型化などの輸送力増強が図られている。開業以来、大阪上本町駅（旧・上本町駅）を始発駅としてきたが、難波線が1970年（昭和45年）に開業してからは、奈良線の実質的な起点は大阪難波駅（旧・近鉄難波駅）に移った。大阪上本町駅 - 布施駅間は方向別複々線となっており、奈良線と大阪線の列車が並走する。
大阪府を起点とする関西大手私鉄の幹線・本線としては、大阪線とともに地下鉄御堂筋線との接続駅がないが、難波方面へは自社の難波線と直通しており、梅田・天王寺方面へは大阪難波駅で地下鉄御堂筋線に乗り換えのほか、大阪上本町駅で地下鉄谷町線や鶴橋駅でJR西日本の大阪環状線に乗り換えて行くことができる。
阪神電気鉄道（阪神）の西大阪線が大阪難波駅まで延伸され、阪神なんば線として開業した2009年（平成21年）3月20日から、大阪難波駅を介して神戸三宮駅 - 近鉄奈良駅間で相互直通運転を行っており、快速急行が両駅間を最短70分台で結んでいる。
JR難波駅・天王寺駅 - 奈良駅間を結ぶJR西日本の関西本線（大和路線）と一部競合関係にあるが、前述の通り当路線の方は大阪市 - 奈良市間を直線的なルートで結んでいるのに対し、関西本線は生駒山地を迂回するルートであること、近鉄奈良駅が奈良市の中心市街地や主要な観光地にアクセスしやすいのに対しJRの奈良駅は市の中心部からやや離れていることから、当路線の方がJRに対して優位になっている。
1977年（昭和52年）に大阪難波駅から八戸ノ里駅東方の府道大阪中央環状線付近までの立体交差化が完成しているが、2003年から八戸ノ里駅 - 瓢簞山駅間の連続立体交差事業が着手され、2010年（平成22年）5月30日に下り線が完成し、2014年（平成26年）9月21日に上り線も完成した。これにより新たに若江岩田駅・河内花園駅・東花園駅が高架駅となった。
全線で、PiTaPa・ICOCAなどのICカードが全国相互利用サービスにより利用可能である。また、以前はスルッとKANSAI対応カードおよびJスルーカードにも対応していた。

### 路線データ
路線名称上の奈良線
- 路線距離（営業キロ）：布施駅 - 近鉄奈良駅間26.7 km
- 軌間：1435mm
- 駅数：19駅（起終点駅含む）
- 複線区間：全線
- 電化区間：全線電化（直流1500V）
- 閉塞方式：自動閉塞式
- 最急勾配：35.7‰（枚岡駅 - 石切駅、東生駒駅 - 富雄駅）
- 最高速度：105 km/h[3]
- 運転指令所：大阪総合指令室・奈良線担当（近鉄奈良指令）
- 2022年度の混雑率：114%（河内小阪→河内永和 7:41-8:41）[15]

全線が大阪統括部の管轄である。
旅客案内および運転系統上の奈良線は、大阪難波駅 - 近鉄奈良駅間32.8 km、24駅（起終点駅含む）である。

## 沿線風景
難波線・大阪線区間も含めて全長30km少しという近鉄の幹線の中では短い方の路線であるが、車窓はバラエティに富んでいる。本節では大阪難波駅から奈良方面に向かって記述する。
大阪難波駅を発車すると千日前通（大阪府道702号大阪枚岡奈良線）の地下を東へ走り、近鉄日本橋駅・大阪上本町駅を地下で進み、その後一気に高架に上がり、大阪環状線のガードを潜ると鶴橋駅に着く。鶴橋駅周辺は焼肉店やコリアタウンなどが立ち並ぶ繁華街となっており、昼や夜ともなれば電車の中にまで焼肉の香ばしい香りがたち込める。なお、この駅の焼肉の香りは環境省選定のかおり風景100選にも選ばれている。
その後は住宅・工場・ビル群が混在する地域を高架で進むと3面4線を有する今里駅。国道479号（大阪内環状線）を跨ぎ、高度を上げて進むと奈良線の起点である布施駅で大阪線と別れる。布施駅周辺は東大阪市の商業の中心地である。そしておおさか東線との乗換駅でもあり、東大阪市の公共施設が多い河内永和駅。次第に辺りは東大阪市の古くからの住宅や工場が多くなってくる。ハウス食品の本社所在地で準急停車駅の河内小阪駅、2面4線を有する八戸ノ里駅と進み、大阪中央環状線の中央を高架で走る近畿自動車道の下をくぐると左手にニトリモール東大阪が見える。この場所は近鉄の玉川工場の跡地で、近鉄ハーツが2010年3月まで営業していた。
この辺りからは次第に進行方向に生駒山が迫ってくる。若江岩田駅・河内花園駅を過ぎ、ラグビーの聖地である東大阪市花園ラグビー場の最寄駅で準急停車駅の東花園駅を通り過ぎると高架区間が終了し、恩智川と国道170号（大阪外環状線）を渡り、2面4線で中央に通過線を持つ新幹線型の待避駅である瓢簞山駅。瓢簞山駅を出ると、いよいよ30‰超の連続急勾配が続く生駒山越えの区間に入る。列車は左に大きくカーブし枚岡駅・額田駅を通り過ぎると今度は右にカーブする。両駅間の勾配は35.7‰で、普通鉄道構造規則（2002年廃止）第十七条の2が定める上限35‰を超えていた。
なお、この間にも列車は大きく標高を上げていっており、その間左手には大阪のオフィス街や阪神高速13号東大阪線、けいはんな線を見下ろすことができ、遠くにはあべのハルカスなどの大阪市内の高層ビルや淡路島も望める日がある。この区間は全国でも珍しく列車から夜景を見下ろすことができ、その美しさゆえ夜景の専門サイトでも紹介されている程である。この区間は阪奈道路や、日本の道100選である暗越奈良街道（くらがりごえならかいどう、国道308号）など鉄道・道路問わず急勾配路線が多いことでも知られている。逆にあまり知られていないが、この石切界隈は昭和初期に開発された当時の新興住宅地であり、阪神間同様歴史のある高級住宅地である。
石切神社への参道が続く石切駅を過ぎるとすぐに新生駒トンネルに入り、3分ほどひた走って抜けると、奈良県生駒市に入り3面6線の生駒駅である。この駅では、けいはんな線や生駒線の電車と顔を合わせ、また生駒駅南西側の鳥居前駅からは生駒ケーブルも発着している。この先の東生駒駅で国道168号を渡り、けいはんな線が左手にわかれると新向谷トンネルを抜けて新興住宅街の中を進む。奈良市に入ると富雄川と奈良県道7号枚方大和郡山線を渡り、近畿大学（農学部）の最寄り駅である富雄駅を出てから邸宅街に差し掛かると学園前駅である。駅前には駅名・地域名の由来となった帝塚山学園があるほか、近鉄が運営している博物館 大和文華館がある。この生駒駅から学園前駅に至る客圏はけいはんな沿線も含めて、学園前住宅地、東生駒住宅地、真弓・北大和住宅地といった高級住宅街に代表される閑静な新興住宅街が広がり、教育機関も多く利用者数が非常に多い。
そして、菖蒲池駅前の近鉄あやめ池遊園地の跡地を左手に眺め、少し行くと左から京都線が合流し、大和西大寺駅に到着する。大和西大寺駅は京都線と橿原線の列車が交錯するジャンクションで、橿原線沿いに西大寺検車区がある。ホームは3面5線の構造で、4番線と5番線はホームに挟まれており、橿原線から大阪難波方面への連絡がホーム上でできるようになっている。近鉄奈良方には引き上げ線がある。駅周辺は近鉄百貨店やショッピングセンターなどの商業施設が立ち並ぶ。
大和西大寺駅を出るとすぐに平城宮跡に入り、右手には朱雀門、左手奥には復原された大極殿と大極門があり、正面には若草山と東大寺を眺めることができる。国道24号奈良バイパスをくぐると、奈良市役所をはじめとするオフィス街などが立ち並ぶ新大宮駅で、新大宮駅を出るとすぐに、国道369号の地下区間に入り、4面4線の近鉄奈良駅に到着する。近鉄奈良駅はJR奈良駅に並ぶ奈良市のターミナル駅であり、ここから奈良交通バスが多数発着している。奈良県庁にも近く、また駅から東には東大寺大仏殿や春日大社がある奈良公園がある。

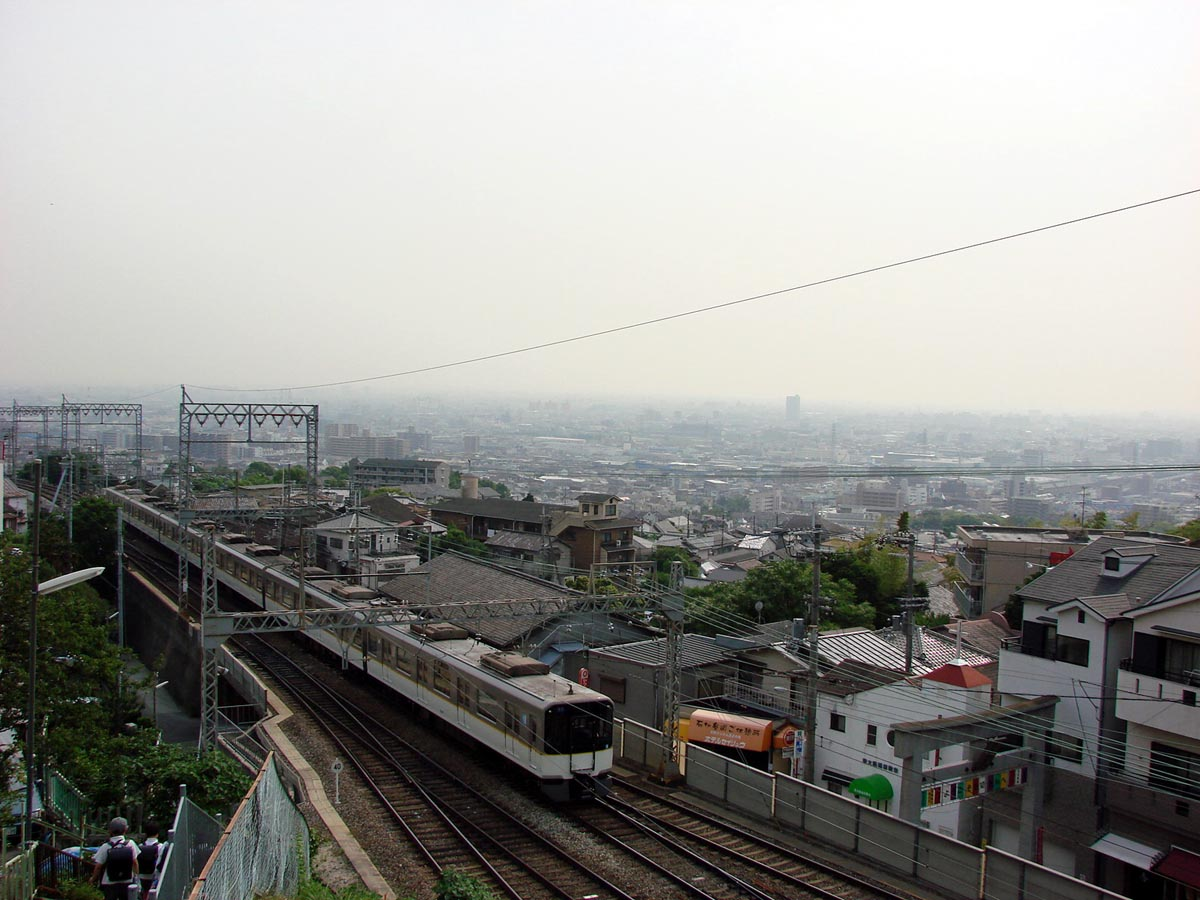
後方に大阪平野が見える（2009年5月 額田駅 - 石切駅間）。
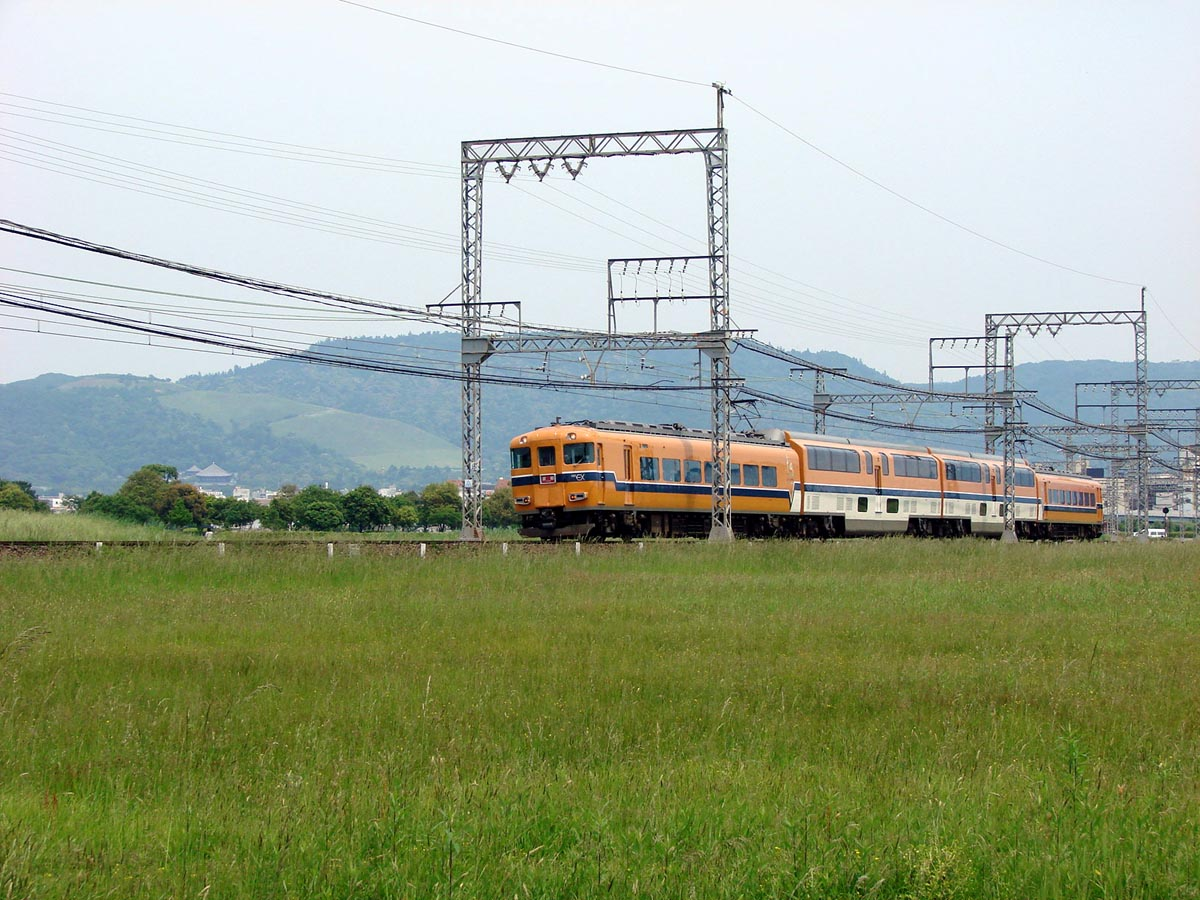
大和西大寺駅 - 新大宮駅間は平城宮跡を横断する。後方に東大寺がある（2009年5月）。

### 朱雀門踏切道
奈良県では2010年が平城京に遷都されてから1300年目にあたり、これを記念した平城遷都1300年祭のメイン会場として平城宮跡が選ばれたが、平城宮跡は奈良線が横断しており、利便性向上のために会場中心付近に歩行者専用の踏切が新設された。原則として踏切の新設は認められておらず、警備員の配置を条件として例外として踏切が新設された。近鉄の踏切名は「起点側の直近の駅名+踏切の数を示す番号+道」であるが、この踏切は「朱雀門踏切道」の名称が付けられている。
当初、平城宮跡会場でのイベント開催中のみ設置される予定であったが、引き続き存続することが決まり、現在でも設置されている。ただし、警備員が配置されている8時 - 17時の間のみ渡ることができ、それ以外の時間帯は門が閉められ渡ることができない。

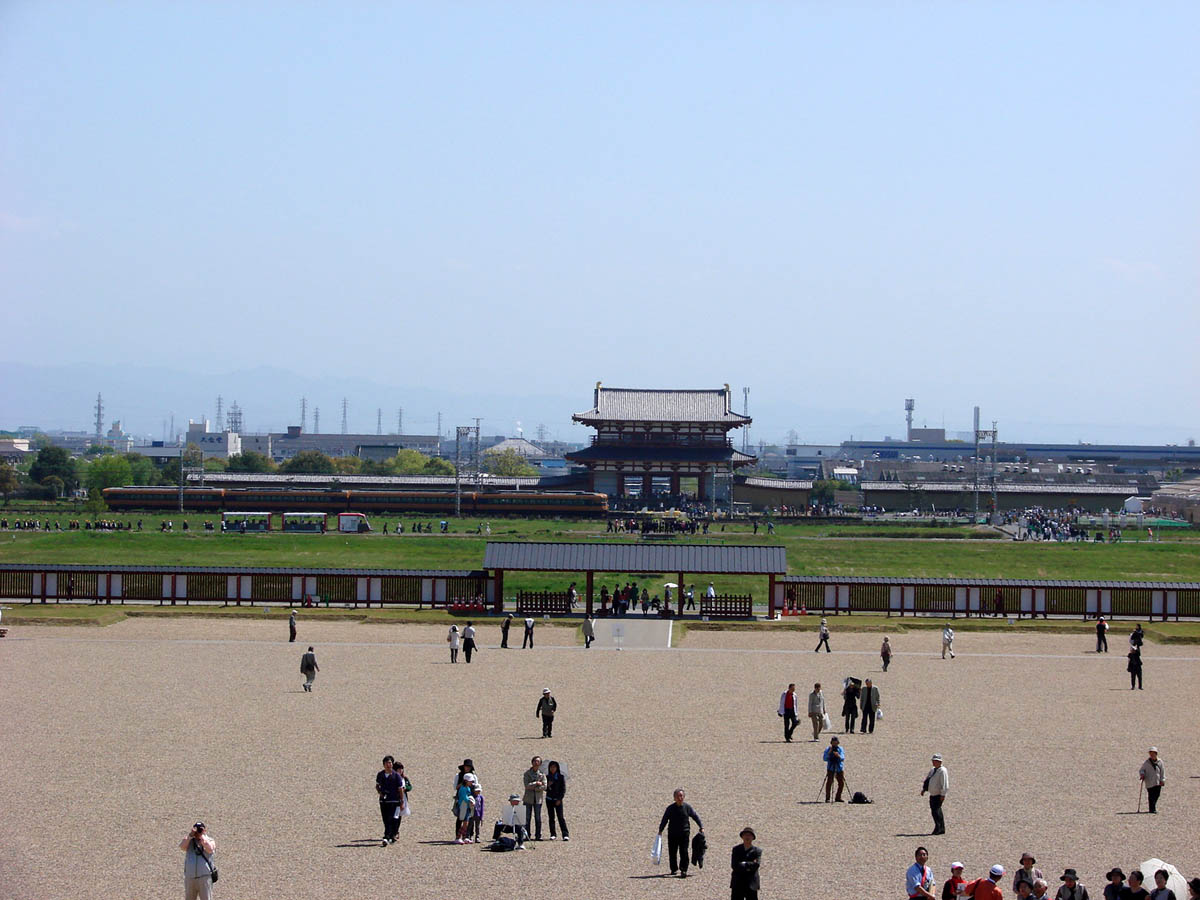
「朱雀門踏切道」により、南北に分断された平城宮跡会場を結んでいた。（2010年4月）

## 運行形態
特急・快速急行・急行・準急・区間準急・普通が運転されている。布施駅を始発・終着駅とする列車はなく、同駅を経由するすべての列車が同駅から大阪線・難波線に直通し大阪難波方面発着で運行されている。特急および急行以外は、さらに大阪難波駅から阪神なんば線に直通し尼崎駅まで、快速急行はさらに阪神本線の神戸三宮駅まで乗り入れる列車もある。天理教祭典日には天理線天理駅に直通する臨時急行も運転されている。大和西大寺駅 - 近鉄奈良駅間には京都線の列車のほか、京都線を介して直通運転する京都市営地下鉄烏丸線の車両も乗り入れる。
1980年3月に関西私鉄では初めて10両編成で運転を開始した路線で、朝夕ラッシュ時に8・10両編成が多数運転される。土休日ダイヤにも10両編成列車が設定されている。昼間時間帯も快速急行・急行で8両編成の運用がある。
ただし日中や夜間の上りは6両編成での運転も多く、曜日や時間帯により輸送力の落差が激しい。沿線地域の特性上、平日は奈良県内から大阪へ勤める通勤客、大阪や反対に奈良方面へ通う学生が、土曜・休日は奈良や反対に大阪方面へ向かう行楽客が多い。日中に走る急行は平日よりも土・休日の方が増結運転が行われるため編成が長くなっているのも特徴で、平日は6両編成であるが、休日は8両編成で運転される運用がある。

### 列車種別
以下に種別ごとの詳細を示す。尼崎・三宮方面と相互直通運転を行う阪神なんば線とダイヤがほぼ一体化しているために阪神電鉄線との直通運転に関してもここで記述する。ただし特急については「近鉄特急」の項を、大和西大寺 - 近鉄奈良間に乗り入れる京都線系統の列車については「近鉄京都線」を参照。停車駅は、便宜上、大阪難波駅を起点に難波線・大阪線の区間も含めた近鉄線内について記載する。

#### 快速急行

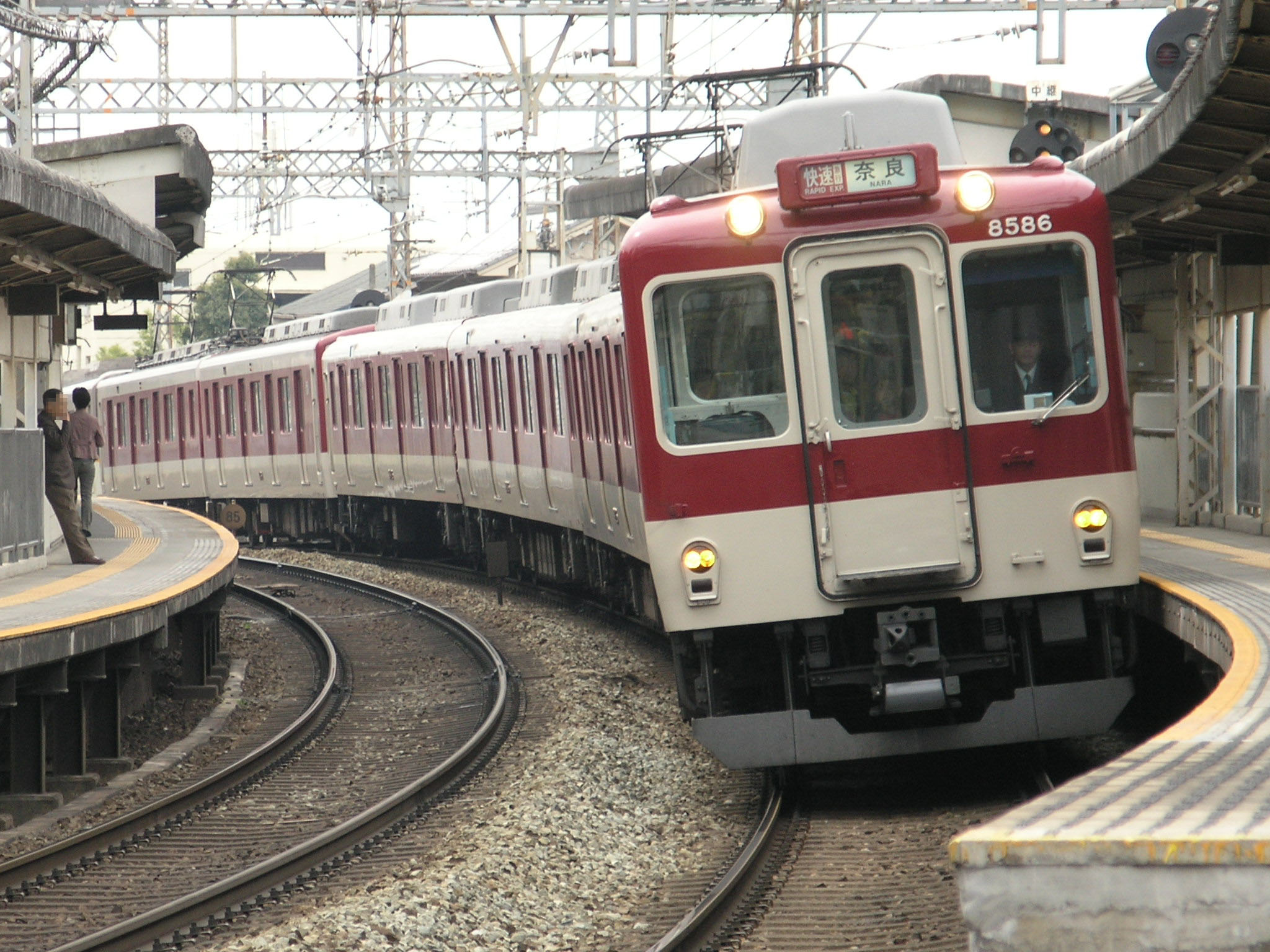
枚岡駅を通過中の8000系による快速急行

奈良線の主力速達種別で、終日運転されているが、2000年代中盤以降は夕刻時間帯や夜間を中心に一部の列車が急行へ格下げされており、設定当初と比べると本数は減少している。かつてはほぼ大阪難波駅 - 近鉄奈良駅間での運転であったが、2009年3月の阪神なんば線開業後は尼崎駅または神戸三宮駅までの直通が主体となった。日中は大阪難波駅 - 近鉄奈良駅間で1時間あたり平日4本（うち大阪難波駅 - 近鉄奈良駅間の快速急行が2本、神戸三宮駅 - 近鉄奈良駅間の快速急行が2本）、土曜・休日3本（全て神戸三宮駅 - 近鉄奈良駅間）が運転されている。このほか、僅かだが阪神なんば線方面または大阪難波駅 - 大和西大寺駅間の列車も設定されている。2016年3月19日のダイヤ変更より設定された平日朝の下り大和西大寺行き（大和西大寺駅で京都発近鉄奈良行き急行に接続）は、天理教祭典日（毎月26日）には大和西大寺駅到着後に天理線天理駅行き臨時急行（いわゆる「天理臨」）として延長運転していたが、2021年7月3日のダイヤ変更後は大和西大寺駅到着後に天理行き急行に変更しそのまま毎日運行している。また、2021年7月3日のダイヤ変更で設定された平日の大和西大寺行き2本は大和西大寺駅到着後に橿原神宮前行き急行または普通天理行きに変更して運転する。2022年12月17日のダイヤ変更では朝に生駒発近鉄奈良行きの快速急行が新たに設定された。この列車の運転区間の停車駅は急行と同一であるが、平日は10両編成での運転のため、快速急行として運転されている。2025年2月22日のダイヤ変更では深夜0時台に大阪難波発奈良行き快速急行を新たに設定、久々に23時以降の深夜帯に快速急行を運行することとなった。
近鉄線内の停車駅は、大阪難波駅・近鉄日本橋駅・大阪上本町駅・鶴橋駅・生駒駅・学園前駅・大和西大寺駅・新大宮駅・近鉄奈良駅である。特急の停車駅に近鉄日本橋駅（ただし前身の奈良線の無料特急は停車していた）と新大宮駅（2000年3月より）が追加されたのみで、大阪上本町駅 - 大和西大寺駅間では特急と同等の停車駅で運転されることになる。朝夕の時間帯には特急と平行するダイヤで運転される列車があり、このうち下りの神戸三宮駅・尼崎駅発の一部には大阪難波駅で大阪難波発の特急と接続し特急を先行させる列車や、大和西大寺駅で京都発近鉄奈良行き特急の待ち合わせを行う列車もある。
1972年11月のダイヤ変更で、それまで走っていた奈良線無料特急の停車駅に生駒駅と学園前駅を追加する形で設定され、無料特急は廃止された。ただし、1976年まで平日朝ラッシュ時の大和西大寺発近鉄難波行きは学園前駅・生駒駅は通過し、特急よりも少ない停車駅であった。
2010年3月19日のダイヤ変更から、近畿大学附属小学校・幼稚園に通う児童のために平日下り1本が菖蒲池駅に臨時停車しており（ただし休校日は通過）、臨時停車する日は主要な駅に掲示されている。なお、2004年6月以前は、菖蒲池駅前にあった近鉄あやめ池遊園地への行楽客への利便を図って、土・休日の一部の快速急行・急行が菖蒲池駅に臨時停車していた。ほかにも、東大阪市花園ラグビー場でのイベント開催日には、最寄駅である東花園駅に一部が臨時停車する。　
編成両数は最大10両編成で運転されている。平日の日中は6両編成、朝ラッシュ時は10両編成、夕ラッシュ時は8両編成である。平日上りの午前9時30分までに大阪難波駅に到着するすべての快速急行は最後尾（前から10両目）が大阪難波駅まで女性専用車両となっている。一部の8両・10両編成の列車は大和西大寺駅にて連結・解放を行う。2020年3月14日のダイヤ改正からは土曜・休日はほぼ全時間帯で8両編成で運転している。土曜・休日の近鉄奈良15:23発神戸三宮行きのみ、近鉄奈良駅 - 大和西大寺駅間は4両（2両編成2本）で運転し、大和西大寺駅で後から到着する4両（天理発大和西大寺行き急行で、2両編成2本。大和西大寺駅にて快速急行に変更）を併結する運用となっている。阪神直通列車には乗り入れ先の阪神車や近鉄の阪神乗り入れ対応車が使われるが、大阪難波駅発着の列車については阪神乗り入れに対応しない車両が使われることがある。
2012年3月20日のダイヤ変更で土休日の朝に阪神神戸高速線内の新開地発となる快速急行が設定された。
2022年12月17日のダイヤ変更で、平日の日中の神戸三宮駅 - 近鉄奈良駅間の列車が1時間に2本に減便されたが、大阪難波駅 - 近鉄奈良駅間の列車が1時間に2本新設され、大阪難波駅 - 近鉄奈良駅間の快速急行は1時間に4本に増便された。また、平日夕ラッシュ時の列車が8両編成に減車された。また前述の土休日朝の新開地発の設定が終了し神戸三宮発に変更され、阪神神戸高速線への乗り入れが終了した。
2025年2月22日のダイヤ変更で、平日の日中の神戸三宮駅 - 近鉄奈良駅間の快速急行が1時間に2本から3本に増便されるが、大阪難波駅 - 近鉄奈良駅間で1時間に2本運行されている快速急行が廃止されるため、大阪難波駅 - 近鉄奈良駅間の快速急行は1時間に4本から3本に減便される形となり、2022年12月17日のダイヤ変更前の運行形態に戻った。
なお、快速急行の前身の無料特急は、上本町駅 - 布施駅間複々線化工事完成に伴う1956年12月のダイヤ変更で運転を開始したが、難波線開通前の停車駅は鶴橋・大和西大寺の2駅だけだった（休日の菖蒲池駅の臨時停車は無料特急時代も行われていた）。

#### 急行
布施駅3層化改造工事完成に伴う1978年3月のダイヤ変更で設定。大阪難波駅 - 近鉄奈良駅間での運転が主体だが、2022年12月17日のダイヤ変更では大和西大寺駅発着の列車も数本設定された。2025年2月22日からは大阪難波駅 - 天理駅間を平日1往復と土休日の上り1本が設定された。停車駅は、大阪難波駅・近鉄日本橋駅・大阪上本町駅・鶴橋駅・布施駅・石切駅・生駒駅・学園前駅・大和西大寺駅・新大宮駅・近鉄奈良駅で、快速急行との違いは鶴橋駅 - 生駒駅間で布施駅と石切駅（1986年3月より）にも停車することである。東大阪市花園ラグビー場でのイベント開催日には、最寄駅である東花園駅に一部が臨時停車する。
2004年3月のダイヤ変更までは日中のみの設定で、現在の土曜・休日の日中と同様に快速急行とで交互に20分間隔で発車するパターンが長く続いた。のち夕方以降も快速急行の一部を置き換える形で設定され、さらに準急と統合する形で増便された。ただ、2022年のダイヤ変更により、平日の日中は快速急行が増便されたため1時間あたり2本に減便されたが、2025年2月22日のダイヤ変更で平日の日中は1時間あたり3本に戻った。
現在は、日中は1時間あたり快速急行との交互で20分間隔で3本の運転である。定期列車は原則として快速急行に抜かれることがないため、大阪難波駅 - 近鉄奈良駅間で先着するが、一部の列車は布施駅で特急に追い抜かれる。石切駅では大和西大寺駅発着の各駅停車もしくは準急と緩急接続を行う。
奈良線の料金不要種別では唯一、定期列車で阪神なんば線への直通は設定されていない。ただし、平日朝にある大阪難波発天理行き（2025年2月22日のダイヤ変更前は大和西大寺行き）は神戸三宮発の快速急行から種別変更したものであり、厳密には阪神線からの直通である。ほかにも、阪神車両との走行距離調整のため、土休日ダイヤの一部は阪神車両で運転されている。
編成両数は平日の日中は6両編成、平日の夕方以降は8両編成（上りの一部で6両あり）。土曜・休日は近鉄車及び阪神車8両または6両編成で運行されている。阪神なんば線開通後も8両での運転が継続されていて、運用上の大きな変化はない。急行の10両運転がないのは布施駅の信号機の都合と石切駅のホーム有効長が8両分しかないためである。
なお、現在の急行は2代目であり、初代の急行は1946年3月15日のダイヤ変更で設定され、1976年の白紙ダイヤ変更まで運転されていた。初代急行の停車駅は鶴橋駅 - 石切駅間ノンストップで、これ以外の区間は各駅に停車していた（新生駒トンネルが開通するまであった孔舎衛坂駅は通過していた）。当時東花園駅を通過していた準急とは布施駅（当時は奈良線・大阪線ともに準急・普通しか停車しなかった）と河内小阪駅（一時期設定されていた行楽期の臨時急行は停車していた）を通過するだけの違いで、現在の急行よりもむしろ準急に近い停車駅パターンであった。しかし、1972年のダイヤ変更で前述の学園前・生駒通過の快速急行を補完する形で平日朝の難波行きのみの設定となり、1976年のダイヤ変更で準急と統合され初代の急行は消滅した。

#### 準急
大阪難波駅 - 大和西大寺駅間での運転が基本で、一部列車は近鉄奈良駅まで運転しているほか、上りのみ東花園駅始発の列車もある。停車駅は、大阪難波駅・近鉄日本橋駅・大阪上本町駅・鶴橋駅・布施駅・河内小阪駅・東花園駅と石切駅から近鉄奈良駅までの各駅。2006年3月21日実施のダイヤ変更で、従来イベント開催日に限り一部が臨時停車していた東花園駅が新たに停車駅に追加された。また、それと同時に日中の列車が区間準急に立て替えられた。東花園駅に停車開始後は、準急は東大阪市内における速達種別、石切以東での普通の補完という役割が強くなっているほか、難波方面と瓢簞山駅・枚岡駅・額田駅間、奈良方面と河内花園駅・若江岩田駅・八戸ノ里駅間のアクセスが大きく向上する結果となった。
2006年3月21日のダイヤ変更で日中は区間準急（後述）に置き替えられたため、現状は日中と深夜の近鉄奈良方面行き以外で運転されており、運転本数も時間帯により前後する。2025年2月22日のダイヤ変更では日中から夕方にかけ一部の尼崎行き・大阪難波行きで東花園駅始発の準急が設定されている。
2009年3月20日の阪神なんば線の延伸開業後も大阪難波駅発着が多く、尼崎駅発着は少ない。大阪近郊の短距離速達種別という位置づけで、編成両数は6両編成が基本だが、ラッシュ時を中心に大阪難波駅発着の一部で8両編成もある。ほとんどが布施駅・東花園駅・石切駅で快速急行を、夕方以降の一部列車には石切駅で特急・急行を待避する。早朝・深夜帯や夜間の大阪難波行きを中心に、全区間先着となる列車も存在する。一方、奈良県内・阪神なんば線では各駅に停車し、普通列車の代替としての役割も担う。
かつては大阪難波駅 - 近鉄奈良駅間での運転が大半で大和西大寺駅発着のものは1日数本程度だったが、2000年3月15日のダイヤ変更で新大宮駅が快速急行停車駅となったことにより、大半が大和西大寺駅発着に変更された。2020年3月14日のダイヤ変更では東花園駅始発の準急が初めて設定された。また、1972年までは天理線天理駅まで直通する準急が定期列車として運行されていた。

#### 区間準急

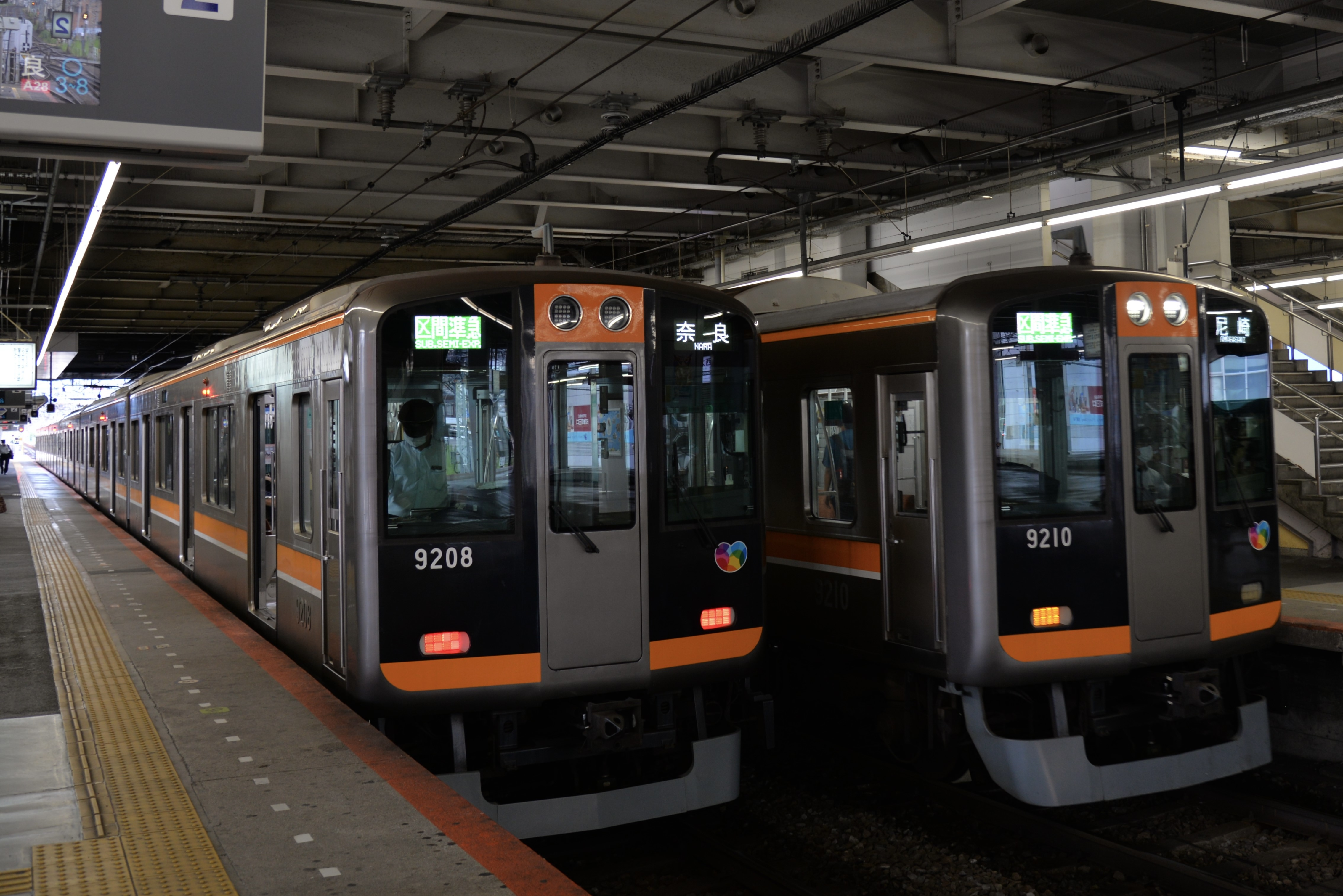
阪神9000系による区間準急

2006年3月21日のダイヤ変更で新たに追加された列車種別で、午前と日中、休日夕方、深夜に運転されており、1時間あたり3本を基本に運転されているが、時間帯により前後する。尼崎駅・大阪難波駅 - 大和西大寺駅間での運転が基本で、一部近鉄奈良駅発着も設定されている。停車駅は、大阪難波駅 - 東花園駅間は準急と同じだが、東花園駅 - 近鉄奈良駅間では各駅停車となる。
この種別の登場により、日中の東生駒駅折り返しの普通（後述する、1992年まで瓢簞山駅で折り返していた普通）が東花園駅折り返しとなり、瓢簞山駅・枚岡駅・額田駅では普通6本から区間準急3本・普通3本に変更された。ただし、これらの駅のホーム有効長の都合で、6両編成で運行している。また阪神なんば線の開業後は一部列車が尼崎駅まで直通している。朝ラッシュ時や夕方から夜間にかけては従来通り準急も運転されている。
日中は、下りは基本的に布施駅で近鉄奈良行き快速急行を待避した後に石切駅で近鉄奈良行き急行と連絡し、上りは基本的に瓢簞山駅で快速急行を待避する。ただし、一部の列車は、これらの駅以外で特急などを待避するものもある。また、平日・土休日ともにすべての列車が東花園駅発着の普通と接続を行う。
2012年3月20日のダイヤ変更以前は平日の日中、大阪難波駅折り返しで運行されていたが、前述のように快速急行が平日日中も阪神なんば線内で通過運転を行うことになったことに伴い、千鳥橋・伝法・福・出来島・大物の各駅におけるその代替として大阪難波駅発着の区間準急が尼崎駅発着に変更された。なお、2012年3月20日のダイヤ変更では大阪線にも区間準急が新設されている。
2016年3月19日のダイヤ変更で、平日日中の上り列車は尼崎駅に乗り入れず、大阪難波駅で折り返すようになり、その時間帯の阪神電鉄線に乗り入れる上り列車は普通と快速急行だけとなった。
2022年12月17日のダイヤ変更で、平日日中の列車が1時間2本に減便され、土休日の準急のほとんどが区間準急に格下げされたほか、平日も朝や夜間も一部準急が区間準急に格下げされたことで終日運行されるようになった。
2025年2月22日のダイヤ変更で、平日日中の列車が1時間3本に増便され、尼崎駅まで再び乗り入れを行うようになった。
近鉄の駅掲出時刻表では、旧型式では時刻の上に「（区）」マークをつけて表記されていた（南大阪線の区間急行やかつて大阪線で運行されていた区間快速急行とは異なり時刻の数字は斜字ではなかった）。2022年12月17日のダイヤ変更からの新形式では準急が四角の緑地に白抜きで時刻の数字に対し、区間準急は緑で下線つきの時刻の数字で表示して区別している。かつて駅で配布していた紙製の時刻表では区間準急をオリーブ色で表記して区別していた。

#### 普通
尼崎駅・大阪難波駅 - 東花園駅・大和西大寺駅間の運転が基本で、一部列車は近鉄奈良駅発着で運転している。また阪神なんば線の開業後は多くの列車が尼崎駅発着となっている。
日中は尼崎駅及び大阪難波駅発着から東花園駅折り返しと大和西大寺駅（一部列車は近鉄奈良駅）折り返しの系統が交互に1時間に3本ずつ、計6本が運転されている。一方上りは2016年3月19日のダイヤ変更で全て尼崎駅まで乗り入れていたが、2025年2月22日のダイヤ変更では概ね、大和西大寺駅及び近鉄奈良駅発着は大阪難波行きとして運転し、東花園駅発着は尼崎行きとして運転されるようになった。平日ラッシュ時間帯には東生駒駅から、早朝・深夜には石切駅を、それぞれ始発・終着とする列車があるほか、早朝・深夜を中心に東花園車庫、西大寺車庫からの入出庫を兼ねた東花園駅・大和西大寺駅 - 近鉄奈良駅間の運用もある。また、運用上、大和西大寺行きの準急・普通が大和西大寺駅到着後に天理または橿原神宮前行きの急行に変わるパターン、またその逆のパターンもあり、その場合は到着前にその旨がアナウンスされている。
現在、日中に運転されている東花園駅折り返し系統は、かつては瓢簞山駅折り返しであった。これは枚岡駅・額田駅のホーム有効長が4両分しかなく、また当時の東生駒駅の折り返し線が短く6両編成が入れなかったためであったが、ホーム延伸工事などの完成により1992年3月19日のダイヤ変更で東生駒駅まで延長された。だが、2006年3月21日のダイヤ変更で区間準急の運転が開始されたことに伴い、現在のように改められた。その後瓢簞山行きは本数を減らしていき、2022年12月17日のダイヤ変更で瓢簞山駅折り返しの列車は消滅した。一方東生駒行きに関しては前述の区間準急設定後はラッシュ時を中心に運行されるようになった。2022年12月17日のダイヤ変更から平日のみの運行となり、土休日は運行されなくなっていたが、2025年2月22日のダイヤ変更で土休日の夜間に1本のみ設定された。
編成両数は原則として6両。ただし、早朝の石切発近鉄奈良行きや入出庫を兼ねた大和西大寺駅 - 近鉄奈良駅間のみの列車に8両または10両があるほか、早朝の東花園発近鉄奈良行きと深夜の生駒発大和西大寺行きは4両である。阪神車両との走行距離調整のため、一部に阪神車両での運用もある。
かつては最終列車の設定で、近鉄奈良方面からの生駒止まりの6両または8両編成での列車運用が数本存在したほか、逆方面では石切発近鉄奈良方面行きの6両編成での列車運用が少ないながらも存在した。また、1992年のダイヤ変更以前では東花園駅にて2両を連結・切り離しを行う列車もあった。

#### 臨時急行
天理教祭典の開催日（原則として毎月26日と、1月上旬と4月中旬の特定日）には、大阪難波駅 - 天理線天理駅間の臨時急行が2往復運転されていた（大阪難波発は午前のみ、天理発は午後のみ。なお、平日と土休日では時刻が異なる）。奈良線内の停車駅は、急行と同一。一部に布施駅で快速急行を待避する列車もある。
2011年4月18日には初めて三宮（現・神戸三宮）始発の臨時急行（但し阪神電鉄線内は「臨時快速急行」）が運行され、2012年1月26日にも運行された後、同年3月26日以降も平日の祭典日に限り運行した。なお、この列車は2016年3月19日のダイヤ変更以降、先述した大和西大寺行き快速急行として定期列車化され、さらに2021年7月3日のダイヤ変更以降は（公式には案内されていないが）大和西大寺駅で種別変更して急行天理行きとなり天理駅まで直通している（さらに祭典日に限り、正面に「天理　月次祭」と書かれた方向板が掲げられる）。
長年にわたり臨時列車は独立した列車として運転していたが、2022年12月17日のダイヤ変更からは一部の列車が大和西大寺駅発着の定期急行の延長運転という形で設定されることになった。また、平日の大阪難波駅発天理行き急行は1本に削減されたが、かわりに朝の尼崎駅発近鉄奈良行き快速急行1本が大和西大寺駅で後ろ4両を切り離して天理行き急行として運転していた。2025年2月22日のダイヤ変更からは平日ダイヤは1往復が定期列車化されるほか、天理駅発大和西大寺行き急行として運転し大和西大寺駅到着後に大阪難波行き快速急行に変更する臨時列車が1本設定される。土休日ダイヤは上り1本が定期列車となったが、臨時列車の設定は取りやめとなった。

### 運転本数
以下の表においては、大阪線や難波線については奈良線直通列車のみ記載している。
2025年2月22日のダイヤ変更時点の日中の1時間あたりの運転本数をまとめると、以下のとおりになる。奈良線は線内全駅で日中でも1時間最低6本の乗車機会が確保されている。線区内全駅で1時間6本以上の列車が停車するのは近鉄では奈良線系統のみである。
| 路線         | 路線         | 直通先                        | 難波線                        | 難波線                        | 難波線                        | 難波線                        | 大阪線                        | 大阪線                        | 大阪線                        | 奈良線                        | 奈良線                        | 奈良線                        | 奈良線                        | 奈良線                        | 奈良線                        | 奈良線     | 奈良線 | 奈良線   |
| 駅名 ＼ 種別 | 駅名 ＼ 種別 | 直通先                        | 大阪難波                      | 大阪難波                      | …                             | 大阪上本町                    | 大阪上本町                    | …                             | 布施                          | 布施                          | …                             | 東花園                        | 東花園                        | …                             | 大和西大寺                    | 大和西大寺 | …      | 近鉄奈良 |
| ------------ | ------------ | ----------------------------- | ----------------------------- | ----------------------------- | ----------------------------- | ----------------------------- | ----------------------------- | ----------------------------- | ----------------------------- | ----------------------------- | ----------------------------- | ----------------------------- | ----------------------------- | ----------------------------- | ----------------------------- | ---------- | ------ | -------- |
| 運行本数     | 特急         |                               |                               | 0-1本                         | 0-1本                         | 0-1本                         | 0-1本                         | 0-1本                         | 0-1本                         | 0-1本                         | 0-1本                         | 0-1本                         | 0-1本                         | 0-1本                         | 0-1本                         | 0-1本      | 0-1本  | 0-1本    |
| 運行本数     | 特急         | ←京都駅（京都線）             | ←京都駅（京都線）             | ←京都駅（京都線）             | ←京都駅（京都線）             | ←京都駅（京都線）             | ←京都駅（京都線）             | ←京都駅（京都線）             | ←京都駅（京都線）             | ←京都駅（京都線）             | ←京都駅（京都線）             | ←京都駅（京都線）             | ←京都駅（京都線）             | ←京都駅（京都線）             | ←京都駅（京都線）             | 1-2本      | 1-2本  | 1-2本    |
| 運行本数     | 快速急行     | ←神戸三宮駅（阪神電鉄）       | 3本                           | 3本                           | 3本                           | 3本                           | 3本                           | 3本                           | 3本                           | 3本                           | 3本                           | 3本                           | 3本                           | 3本                           | 3本                           | 3本        | 3本    | 3本      |
| 運行本数     | 急行         |                               |                               | 3本                           | 3本                           | 3本                           | 3本                           | 3本                           | 3本                           | 3本                           | 3本                           | 3本                           | 3本                           | 3本                           | 3本                           | 3本        | 3本    | 3本      |
| 運行本数     | 急行         | ←京都駅（京都線）             | ←京都駅（京都線）             | ←京都駅（京都線）             | ←京都駅（京都線）             | ←京都駅（京都線）             | ←京都駅（京都線）             | ←京都駅（京都線）             | ←京都駅（京都線）             | ←京都駅（京都線）             | ←京都駅（京都線）             | ←京都駅（京都線）             | ←京都駅（京都線）             | ←京都駅（京都線）             | ←京都駅（京都線）             | 1-2本      | 1-2本  | 1-2本    |
| 運行本数     | 急行         | ←国際会館駅（京都市営地下鉄） | ←国際会館駅（京都市営地下鉄） | ←国際会館駅（京都市営地下鉄） | ←国際会館駅（京都市営地下鉄） | ←国際会館駅（京都市営地下鉄） | ←国際会館駅（京都市営地下鉄） | ←国際会館駅（京都市営地下鉄） | ←国際会館駅（京都市営地下鉄） | ←国際会館駅（京都市営地下鉄） | ←国際会館駅（京都市営地下鉄） | ←国際会館駅（京都市営地下鉄） | ←国際会館駅（京都市営地下鉄） | ←国際会館駅（京都市営地下鉄） | ←国際会館駅（京都市営地下鉄） | 0本        | 0本    | 0本      |
| 運行本数     | 区間準急     | ←尼崎駅（阪神電鉄）           | 3本                           | 3本                           | 3本                           | 3本                           | 3本                           | 3本                           | 3本                           | 3本                           | 3本                           | 3本                           | 3本                           | 3本                           | 3本                           | 0本        | 0本    | 0本      |
| 運行本数     | 普通         |                               |                               | 3本                           | 3本                           | 3本                           | 3本                           | 3本                           | 3本                           | 3本                           | 3本                           | 3本                           | 3本                           | 3本                           | 3本                           | 0-1本      | 0-1本  | 0-1本    |
| 運行本数     | 普通         | ←尼崎駅（阪神電鉄）           | 3本                           | 3本                           | 3本                           | 3本                           | 3本                           | 3本                           | 3本                           | 3本                           | 3本                           | 3本                           |                               |                               |                               |            |        |          |

過去の日中の1時間あたりの運転本数は以下のとおり。
| 路線         | 路線         | 直通先                        | 難波線                        | 難波線                        | 難波線                        | 難波線                        | 大阪線                        | 大阪線                        | 大阪線                        | 奈良線                        | 奈良線                        | 奈良線                        | 奈良線                        | 奈良線                        | 奈良線                        | 奈良線     | 奈良線 | 奈良線   |
| 駅名 ＼ 種別 | 駅名 ＼ 種別 | 直通先                        | 大阪難波                      | 大阪難波                      | …                             | 大阪上本町                    | 大阪上本町                    | …                             | 布施                          | 布施                          | …                             | 東花園                        | 東花園                        | …                             | 大和西大寺                    | 大和西大寺 | …      | 近鉄奈良 |
| ------------ | ------------ | ----------------------------- | ----------------------------- | ----------------------------- | ----------------------------- | ----------------------------- | ----------------------------- | ----------------------------- | ----------------------------- | ----------------------------- | ----------------------------- | ----------------------------- | ----------------------------- | ----------------------------- | ----------------------------- | ---------- | ------ | -------- |
| 運行本数     | 特急         | ←京都駅（京都線）             | ←京都駅（京都線）             | ←京都駅（京都線）             | ←京都駅（京都線）             | ←京都駅（京都線）             | ←京都駅（京都線）             | ←京都駅（京都線）             | ←京都駅（京都線）             | ←京都駅（京都線）             | ←京都駅（京都線）             | ←京都駅（京都線）             | ←京都駅（京都線）             | ←京都駅（京都線）             | ←京都駅（京都線）             | 0-2本      | 0-2本  | 0-2本    |
| 運行本数     | 快速急行     | ←神戸三宮駅（阪神電鉄）       | 2本                           | 2本                           | 2本                           | 2本                           | 2本                           | 2本                           | 2本                           | 2本                           | 2本                           | 2本                           | 2本                           | 2本                           | 2本                           | 2本        | 2本    | 2本      |
| 運行本数     | 快速急行     | 2本                           |                               |                               |                               |                               |                               |                               |                               |                               |                               |                               |                               |                               |                               |            |        |          |
| 運行本数     | 急行         |                               |                               | 2本                           | 2本                           | 2本                           | 2本                           | 2本                           | 2本                           | 2本                           | 2本                           | 2本                           | 2本                           | 2本                           | 2本                           | 2本        | 2本    | 2本      |
| 運行本数     | 急行         | ←京都駅（京都線）             | ←京都駅（京都線）             | ←京都駅（京都線）             | ←京都駅（京都線）             | ←京都駅（京都線）             | ←京都駅（京都線）             | ←京都駅（京都線）             | ←京都駅（京都線）             | ←京都駅（京都線）             | ←京都駅（京都線）             | ←京都駅（京都線）             | ←京都駅（京都線）             | ←京都駅（京都線）             | ←京都駅（京都線）             | 0-1本      | 0-1本  | 0-1本    |
| 運行本数     | 急行         | ←国際会館駅（京都市営地下鉄） | ←国際会館駅（京都市営地下鉄） | ←国際会館駅（京都市営地下鉄） | ←国際会館駅（京都市営地下鉄） | ←国際会館駅（京都市営地下鉄） | ←国際会館駅（京都市営地下鉄） | ←国際会館駅（京都市営地下鉄） | ←国際会館駅（京都市営地下鉄） | ←国際会館駅（京都市営地下鉄） | ←国際会館駅（京都市営地下鉄） | ←国際会館駅（京都市営地下鉄） | ←国際会館駅（京都市営地下鉄） | ←国際会館駅（京都市営地下鉄） | ←国際会館駅（京都市営地下鉄） | 0-1本      | 0-1本  | 0-1本    |
| 運行本数     | 区間準急     |                               |                               | 2本→                          | 2本→                          | 2本→                          | 2本→                          | 2本→                          | 2本→                          | 2本→                          | 2本→                          | 2本→                          | 2本→                          | 2本→                          | 2本→                          | 0-1本→     | 0-1本→ | 0-1本→   |
| 運行本数     | 区間準急     |                               |                               | ←2本                          | ←2本                          | ←2本                          | ←2本                          | ←2本                          | ←2本                          | ←2本                          | ←2本                          | ←2本                          | ←2本                          | ←2本                          | ←2本                          | ←0-1本     | ←0-1本 | ←0-1本   |
| 運行本数     | 普通         | ←尼崎駅（阪神電鉄）           | 4本→                          | 4本→                          | 4本→                          | 4本→                          | 4本→                          | 4本→                          | 4本→                          | 4本→                          | 4本→                          | 4本→                          | 4本→                          | 4本→                          | 4本→                          | 0-1本→     | 0-1本→ | 0-1本→   |
| 運行本数     | 普通         | ←尼崎駅（阪神電鉄）           | ←4本                          | ←4本                          | ←4本                          | ←4本                          | ←4本                          | ←4本                          | ←4本                          | ←4本                          | ←4本                          | ←4本                          | ←4本                          | ←4本                          | ←4本                          | ←0-1本     | ←0-1本 | ←0-1本   |
| 運行本数     | 普通         | ←尼崎駅（阪神電鉄）           | 2本                           | 2本                           | 2本                           | 2本                           | 2本                           | 2本                           | 2本                           | 2本                           | 2本                           | 2本                           |                               |                               |                               |            |        |          |

なお、2009年3月20日ダイヤ変更時点における阪神なんば線直通列車の本数は以下のとおり。
|                                          | 平日           | 平日       | 土休日         | 土休日     |
|                                          | 阪神電鉄線内発 | 近鉄線内発 | 阪神電鉄線内発 | 近鉄線内発 |
| 快速急行 ( ) は尼崎駅発着                | 31 (8)         | 28 (7)     | 41 (5)         | 41 (5)     |
| 快速急行 （西九条駅 - 尼崎駅間各駅停車） | 20             | 21         | 0              | 0          |
| 準急                                     | 5              | 1          | 9              | 3          |
| 区間準急                                 | 2              | 3          | 25             | 23         |
| 普通                                     | 79             | 81         | 74             | 81         |

1. ↑  うち1本は、尼崎駅まで普通、尼崎駅から神戸三宮行快速急行

※2012年3月20日のダイヤ変更にて、西九条駅 - 尼崎駅間各駅停車の快速急行は廃止され、その代替として大阪難波駅発着の区間準急が尼崎駅発着に変更となったため、上表は現況と異なる。

### 備考
この路線においても毎年大晦日 - 元旦の終夜運転が行われる。2018年度は大阪難波駅 - 東花園駅・大和西大寺駅・近鉄奈良駅間において約15 - 30分間隔で普通・区間準急が合わせて35本設定された。コロナ禍の2020年度は阪神電鉄と共に終夜運転を実施しなかった。2021年度は普通の運転に加えて20000系「楽」を使用した臨時快速急行が2往復運転された。この列車は乗車券だけで「楽」に乗車できたことから当時コロナ禍という密集を避けるべき状況でありながら乗客が殺到する事態を招いたため、翌年からは有料の貸切列車に形態を変更している。
奈良線沿線には春日大社や東大寺を始め枚岡神社や石切神社、生駒ケーブル乗り換えで宝山寺などの大規模・著名な寺社が多いことなどから終夜運転の本数も多く設定されている。また、例年近鉄の主要路線の終夜運転では特急が数多く設定される中、総距離が短い奈良線系統には設定されない年が多いのも特徴である。ただし1997年（の大晦日）までは毎時1本の特急が設定されていたほか、2023年度は特急が2往復運転された。2024年度は2.5往復が運転された。
花園ラグビー場で大きな試合が行われる場合、利便性を考慮し、最寄り駅の東花園駅に一部の快速急行と急行が臨時停車することがある。
2010年以降12月に奈良マラソンの開催による観客の利便性を図るため、早朝に近鉄奈良行き特急および急行が数本設定されるほか、大和西大寺駅 - 近鉄奈良駅間に臨時普通列車が運行される。なお、2022年は急行が大和西大寺行きになり大和西大寺駅到着後に高の原行き急行に変更して運転した。
過去には2008年まで若草山山焼きの日に近鉄難波行きの臨時特急が夜間に1本設定されていた。現在はこの特急は定期列車になっている。
優先座席の設定位置は運転区間に関係なく阪神車両が各車両の神戸三宮側、近鉄車両が各車両の奈良側に設定されており現在のところ統一は図られていない。ただし、主要駅を中心に一部の駅では優先座席の案内板が設置されている。

### 乗務員
乗務員は、東花園列車区と西大寺列車区、新田辺列車区（大和西大寺駅 - 近鉄奈良駅間）が担当しており、おおむね東花園駅ないし大和西大寺駅で乗務員交代が行われる。また、阪神電気鉄道との相互直通列車では、阪神乗務員との交代は境界駅の大阪難波駅ではなく阪神なんば線の桜川駅で行われることになっている。

## 旅客案内

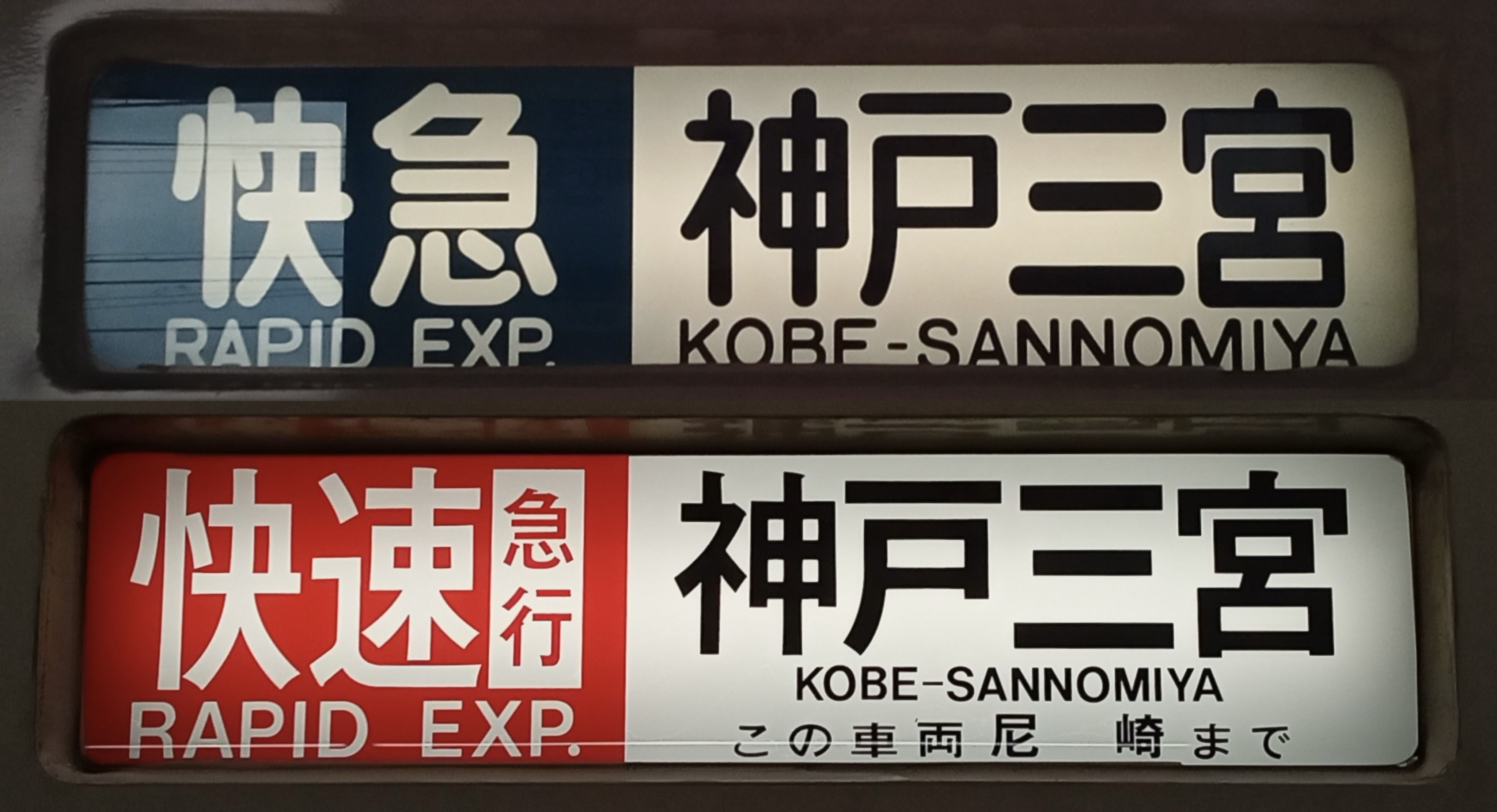
近鉄1026系の快速急行の側面方向幕。上が阪神電鉄線内での表示、下が近鉄線内での表示。

奈良線は4扉の近鉄車と3扉の阪神車が混在して運用されているため、ホームに設置されている発車標のうち、LCD式とLED式のものには乗車位置が表示されている。
停車駅の案内では、鶴橋駅以西は阪神なんば線の西九条駅まで各駅に停車するが、大阪上本町駅以東での阪神直通列車の自動放送では、大阪難波駅 - 鶴橋駅間の停車駅は略されることなく放送され、西九条駅（尼崎駅） - 大阪難波駅間の途中駅のみ省略されている。これは布施駅以東における準急、区間準急も同様である。

### 車内自動放送
2016年3月27日から車掌のタブレット端末（パナソニック製TOUGHPAD FZ-B2）の操作による車内自動放送が開始された。

## 車両

### 現用車両
- 1021系・1026系・1031系：1021系・1031系は生駒線ワンマン対応。6両編成は阪神乗り入れ対応。
- 1233系・1249系・1252系：1271F - 1277Fは阪神乗り入れ対応。
- 3200系：地下鉄烏丸線乗り入れ対応。
- 3220系（シリーズ21）：地下鉄烏丸線乗り入れ対応。
- 5800系：阪神乗り入れ対応、L/Cカー。
- 5820系（シリーズ21）：阪神乗り入れ対応、L/Cカー。
- 8000系
- 8400系：3両編成は田原本線ワンマン対応。
- 8600系：8619Fのみ6両編成。
- 8800系
- 8810系：奈良線用は8814F - 8826Fが在籍。
- 9020系（シリーズ21）：阪神乗り入れ対応。
- 9200系：奈良線用は9208Fが在籍。
- 9820系（シリーズ21）：阪神乗り入れ対応。
- 8A系

奈良・京都線系統の通勤車両は東花園・西大寺の各車庫に所属している。阪神乗り入れ対応車両には、先頭車両の車体前面および車体側面に直通対応車両であることを示すステッカーが貼りつけられている。なお、阪神乗り入れに対応していない車両も折り返しの関係で回送列車として阪神なんば線の桜川駅まで乗り入れる。
一部車両を除いて、新旧関係なく2両編成・4両編成・6両編成を組合わせて運用されているが、阪神乗入対応車両は2両編成と6両編成の組合せのみである。地下鉄烏丸線乗入対応車両は6両編成固定となっている。3両編成は2本を連結して6両編成として運用する場合もある。なお、2両編成を5本連結した10両編成も運転されることがある。
瓢簞山駅 - 生駒駅間などの連続急勾配区間に備え、奈良・京都線系統の通勤車両各形式（および後述の阪神1000系・阪神9000系）にも勾配抑速ブレーキが装備されている。抑速ブレーキの設定は72 km/h、60 km/h、53 km/hの3段階あり、車両数や乗客数、天候を考慮して切り替えて、速度を一定に保っている。

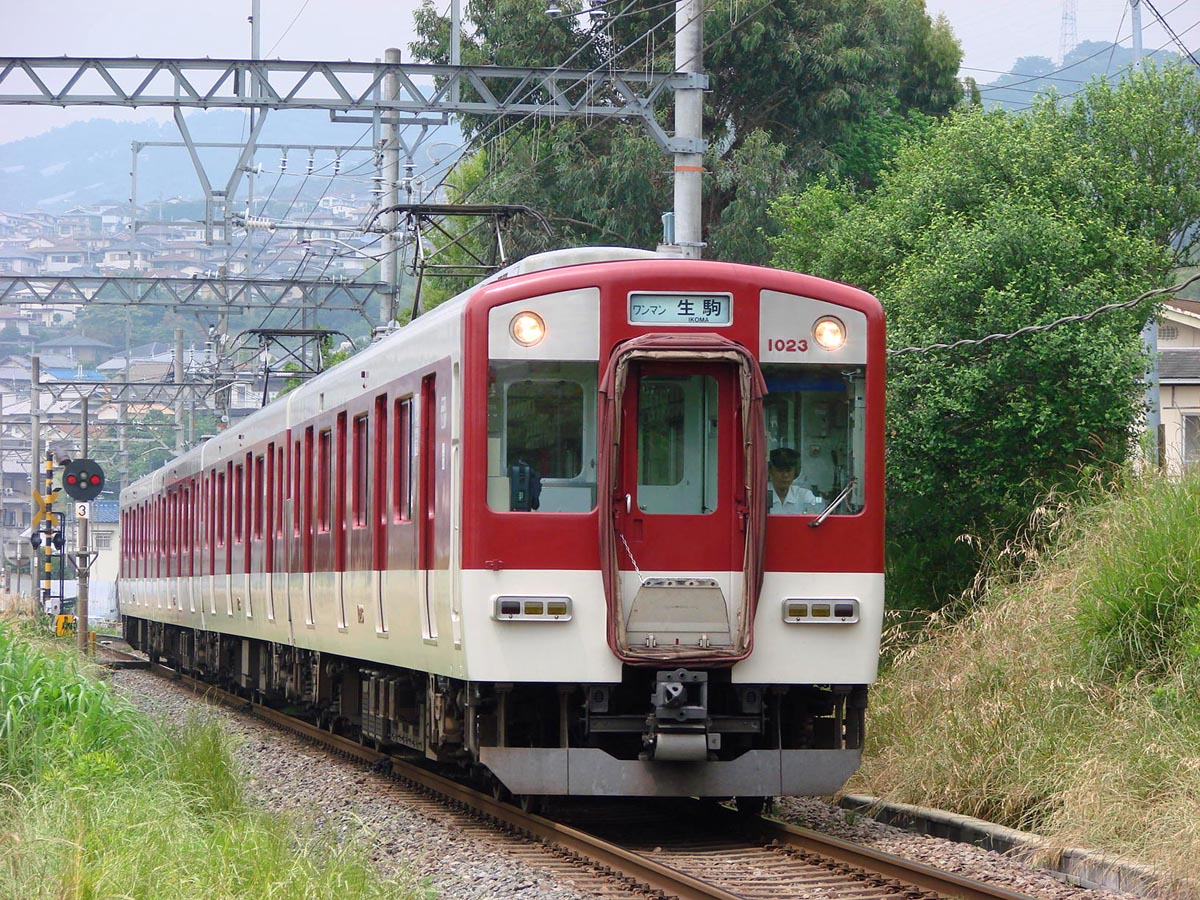
1021系
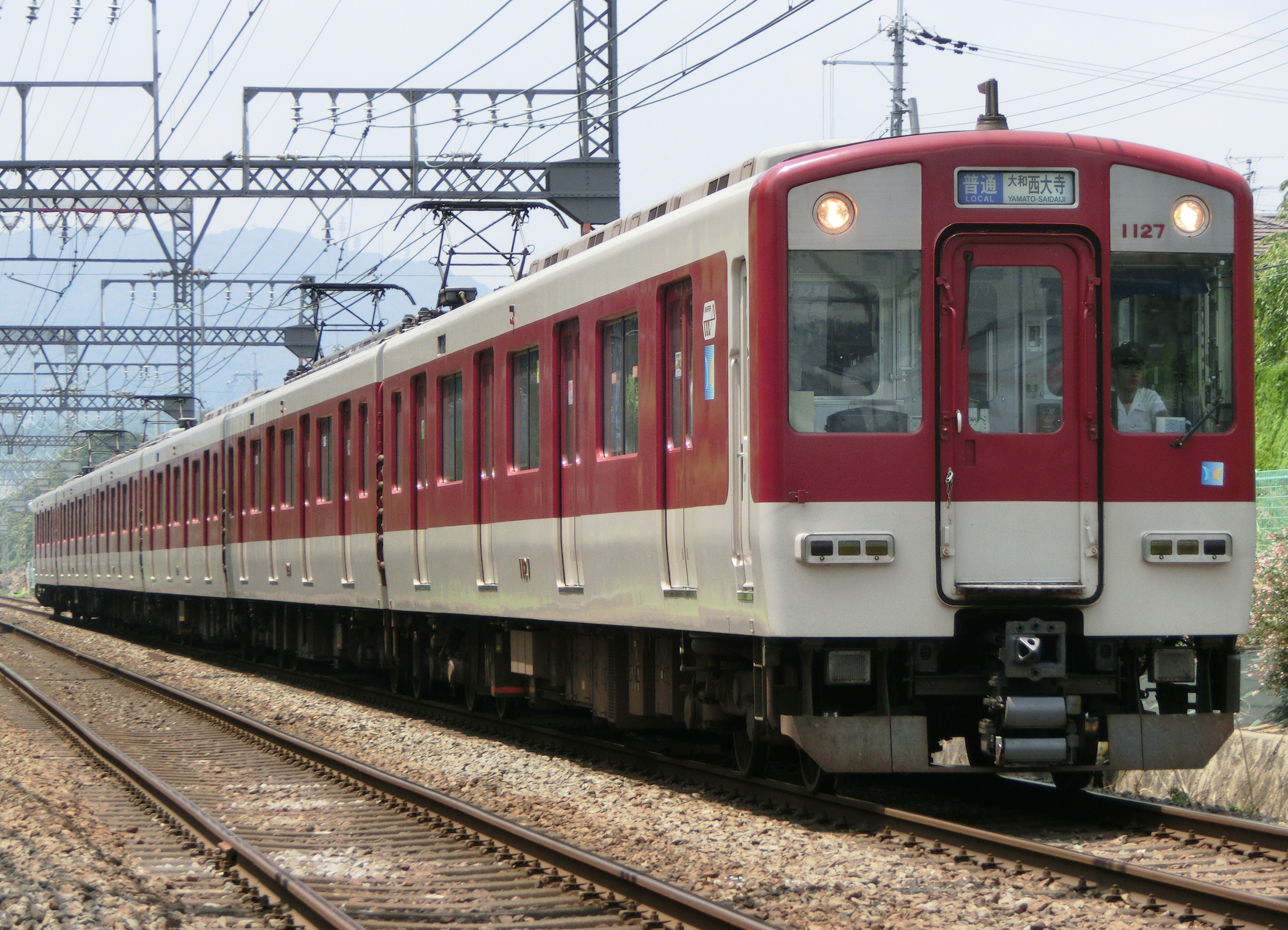
1026系
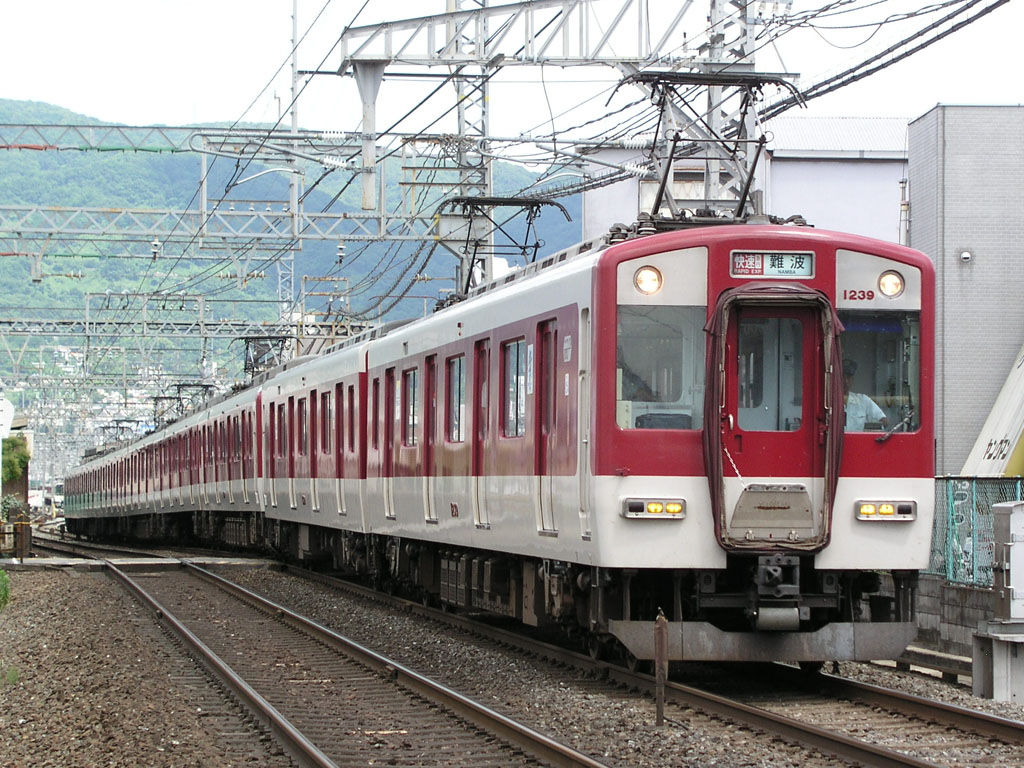
1233系
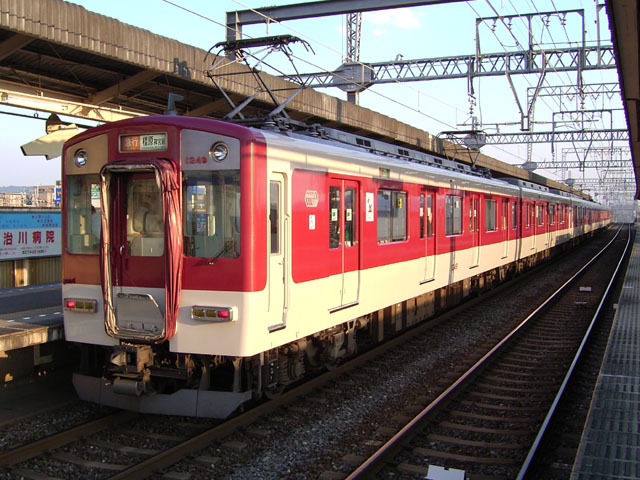
1249系
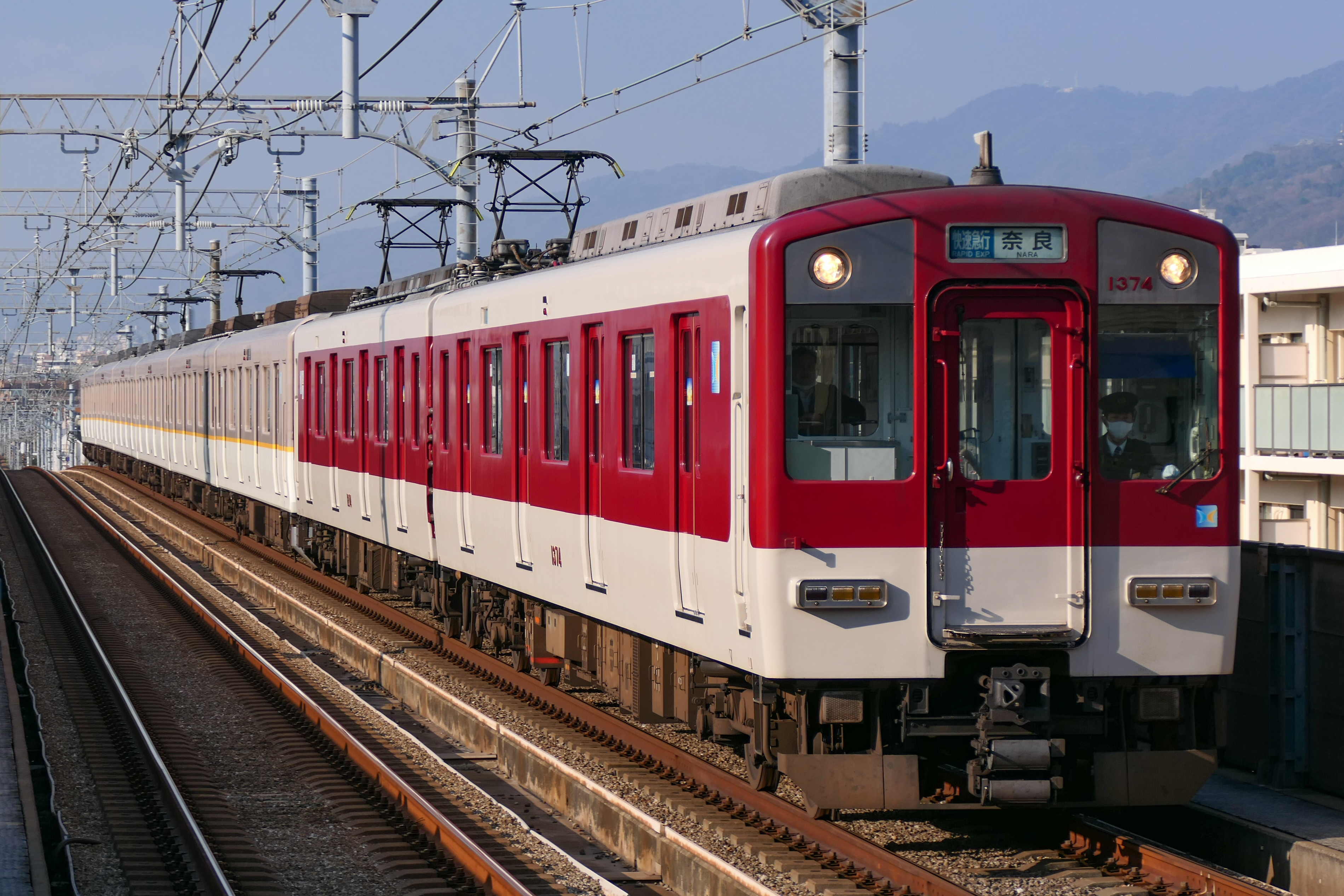
1252系
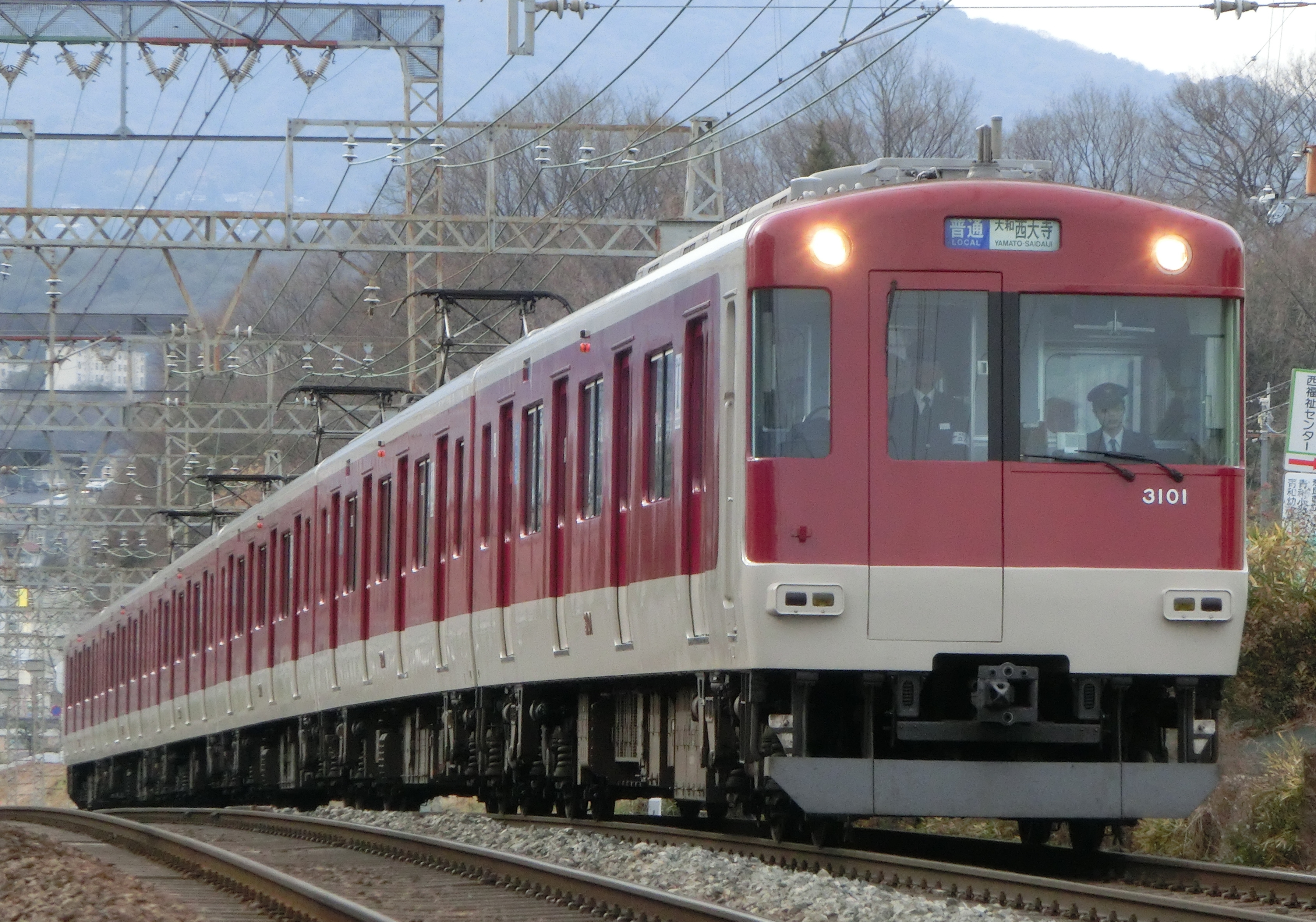
3200系
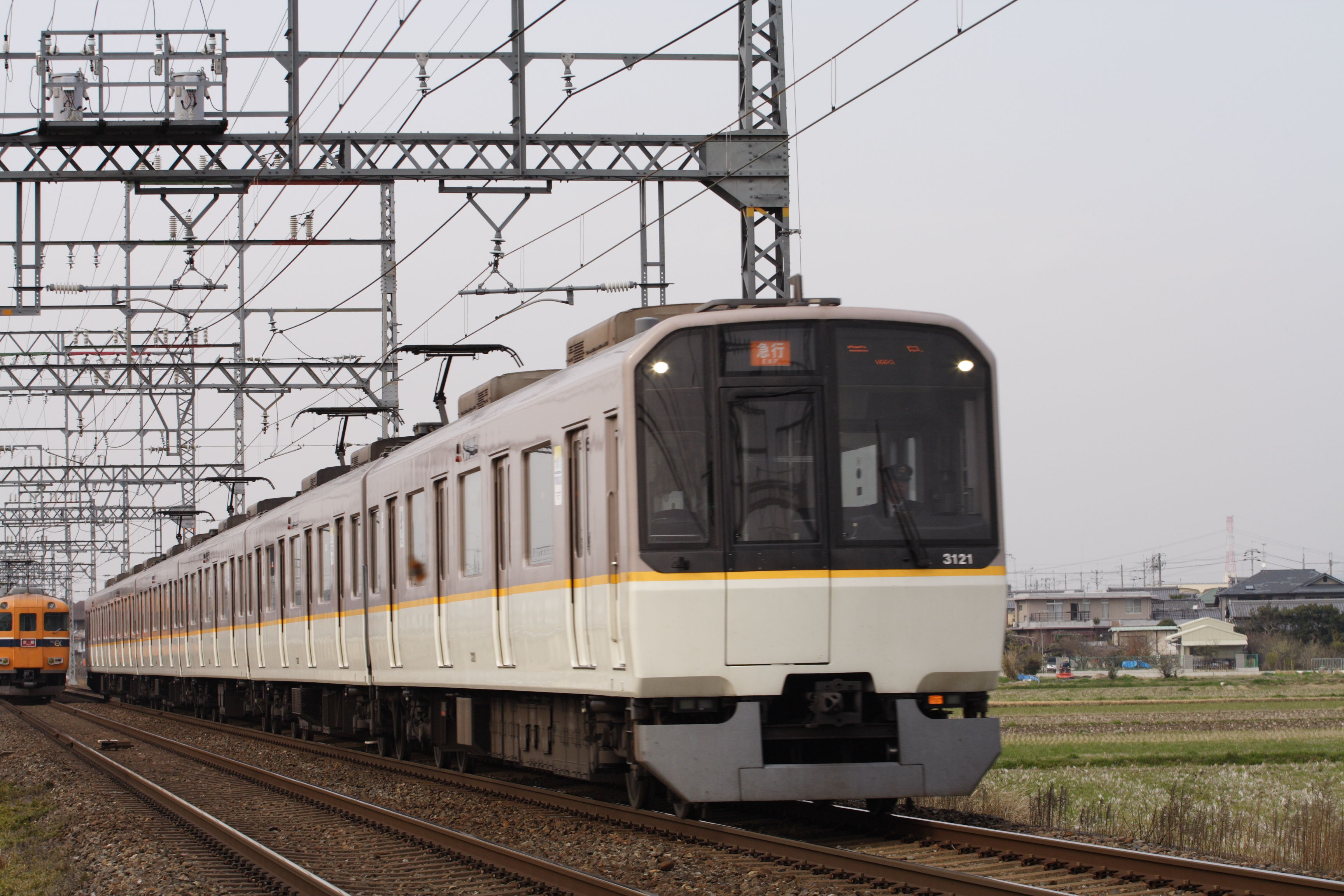
3220系
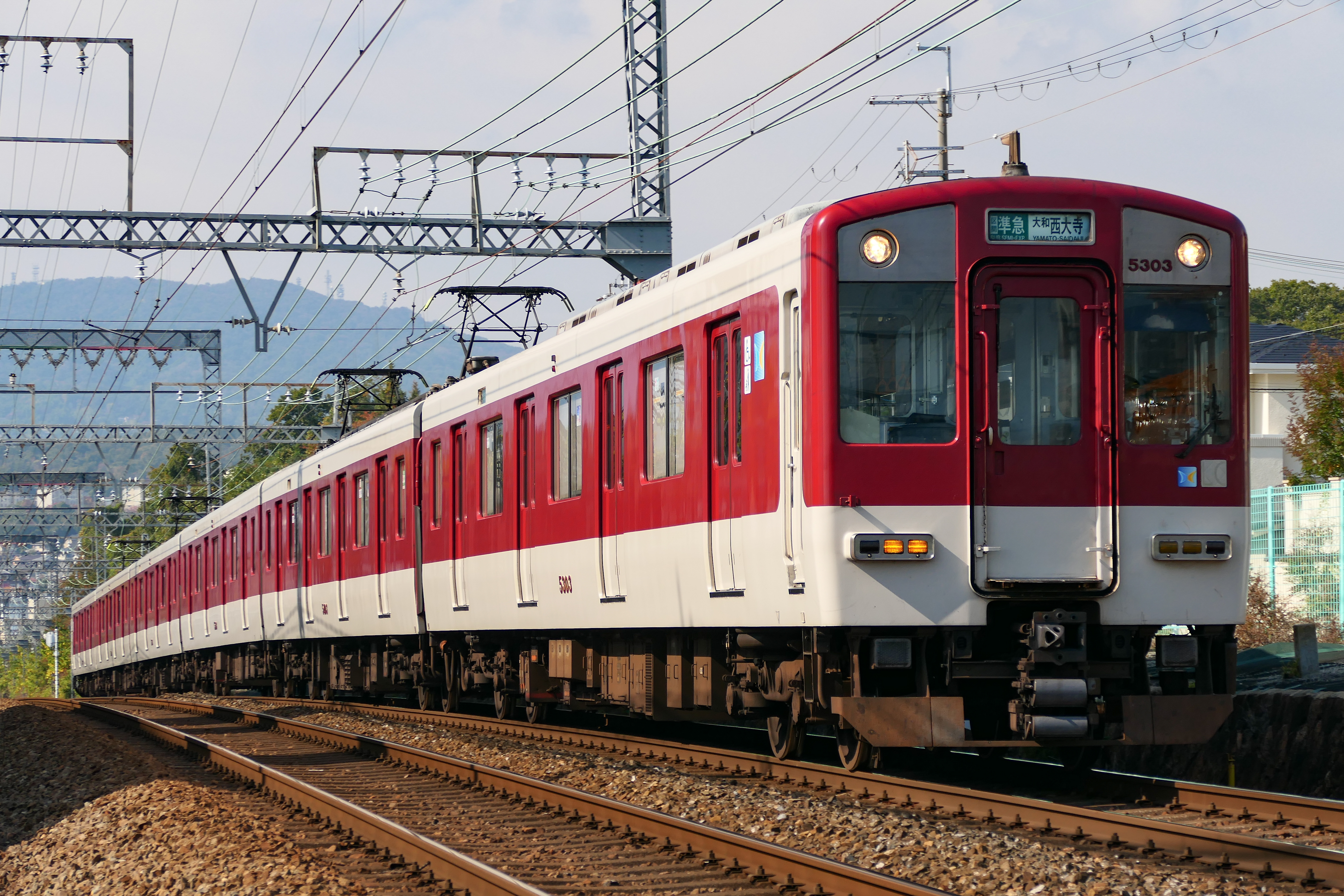
5800系
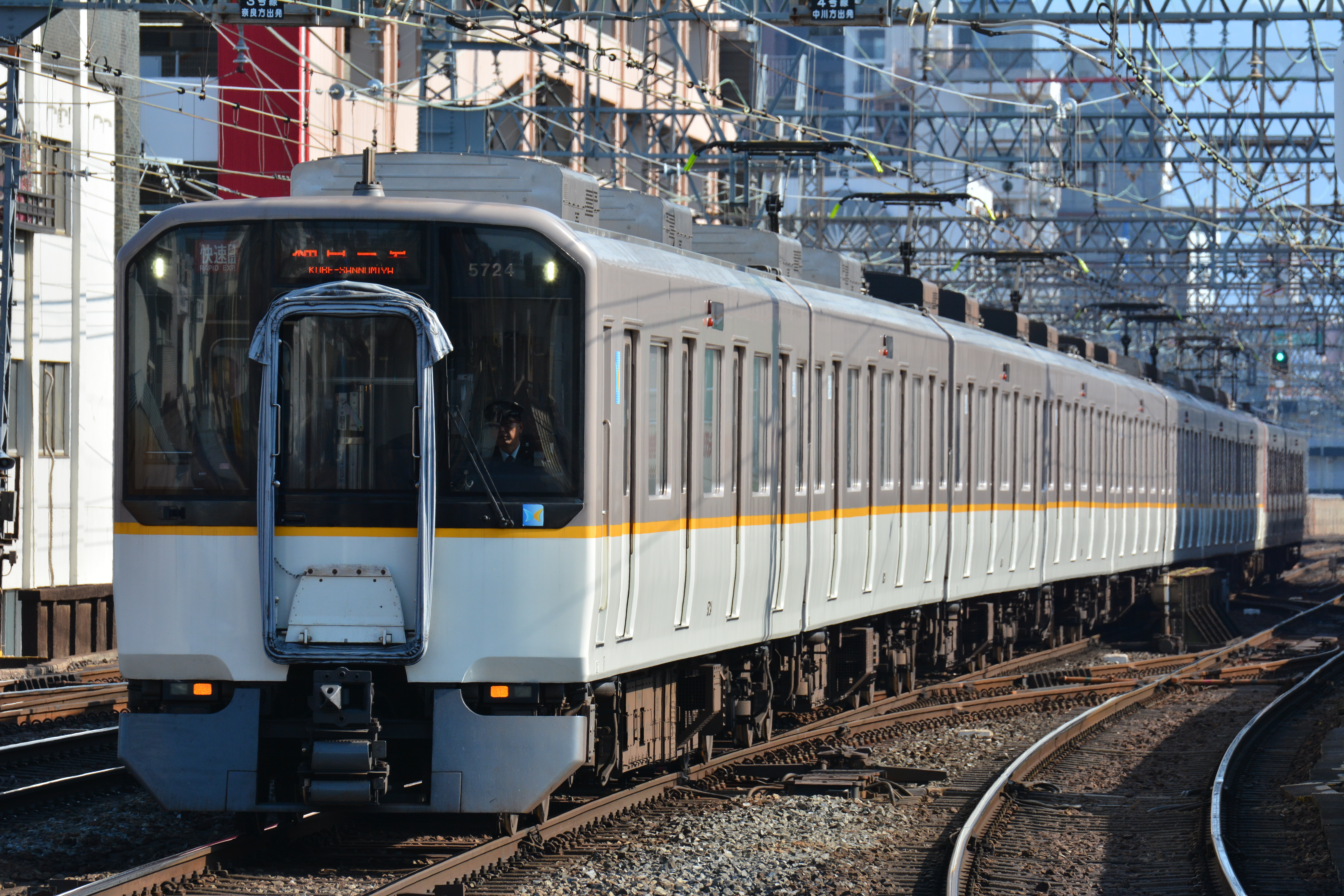
5820系
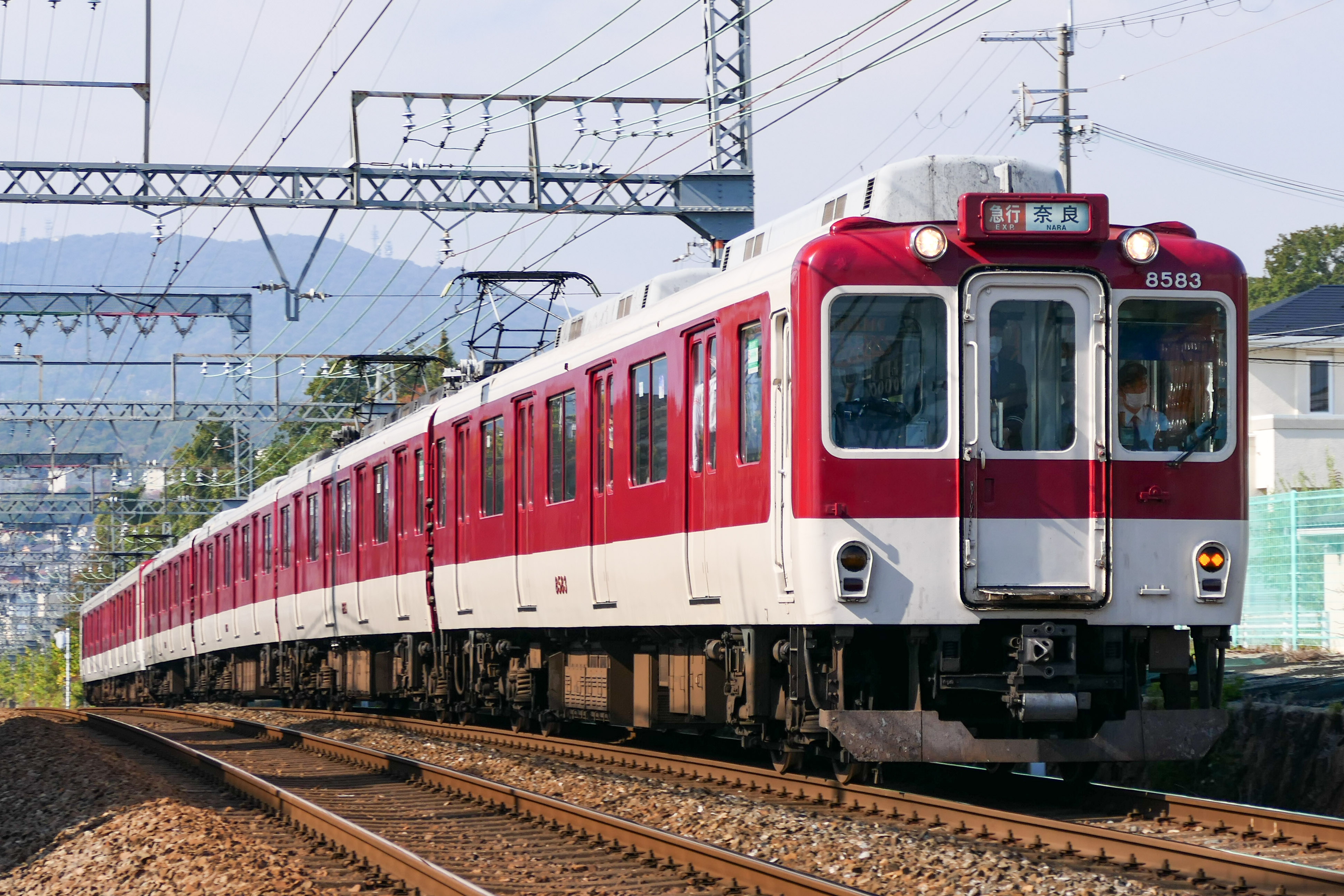
8000系
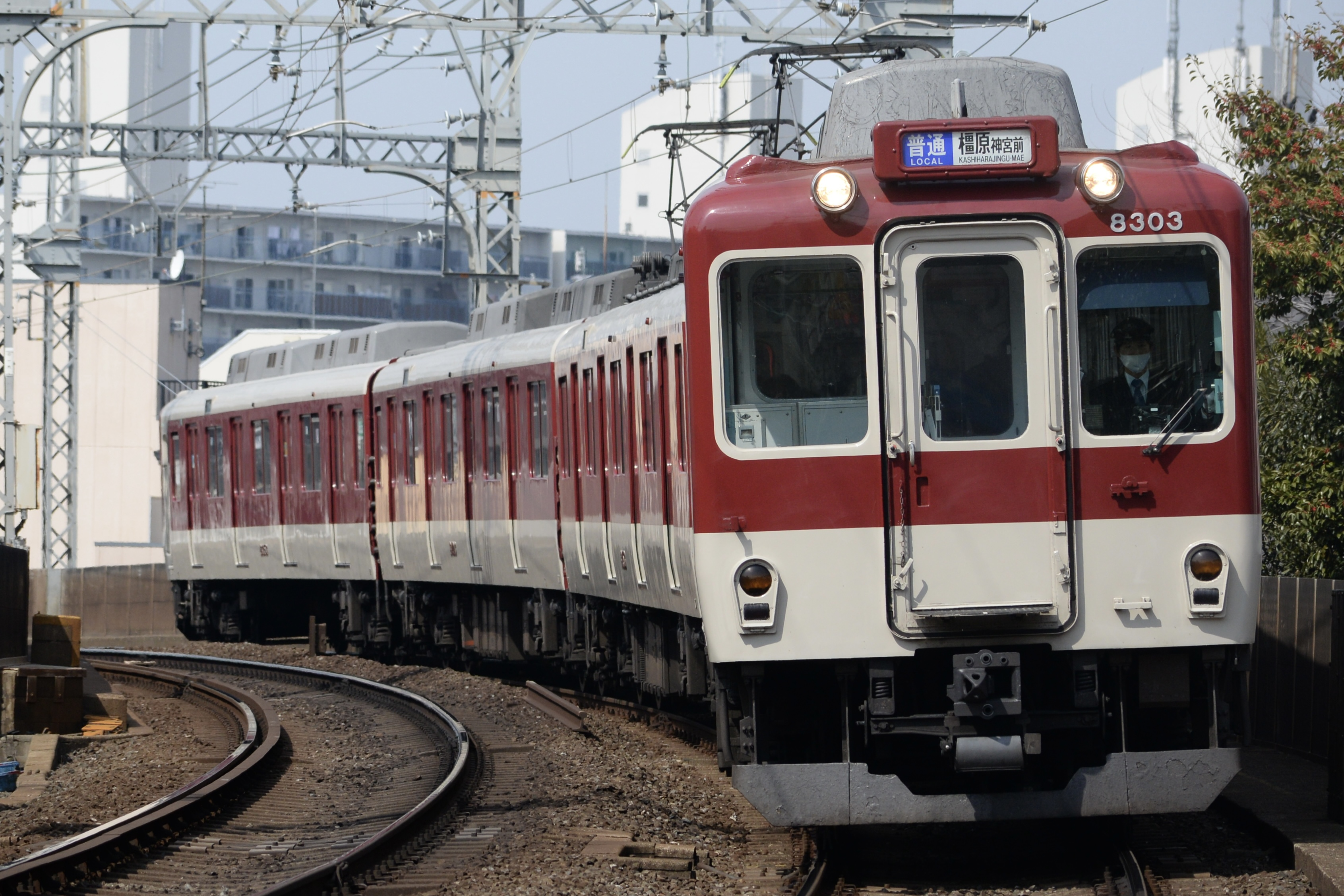
8400系
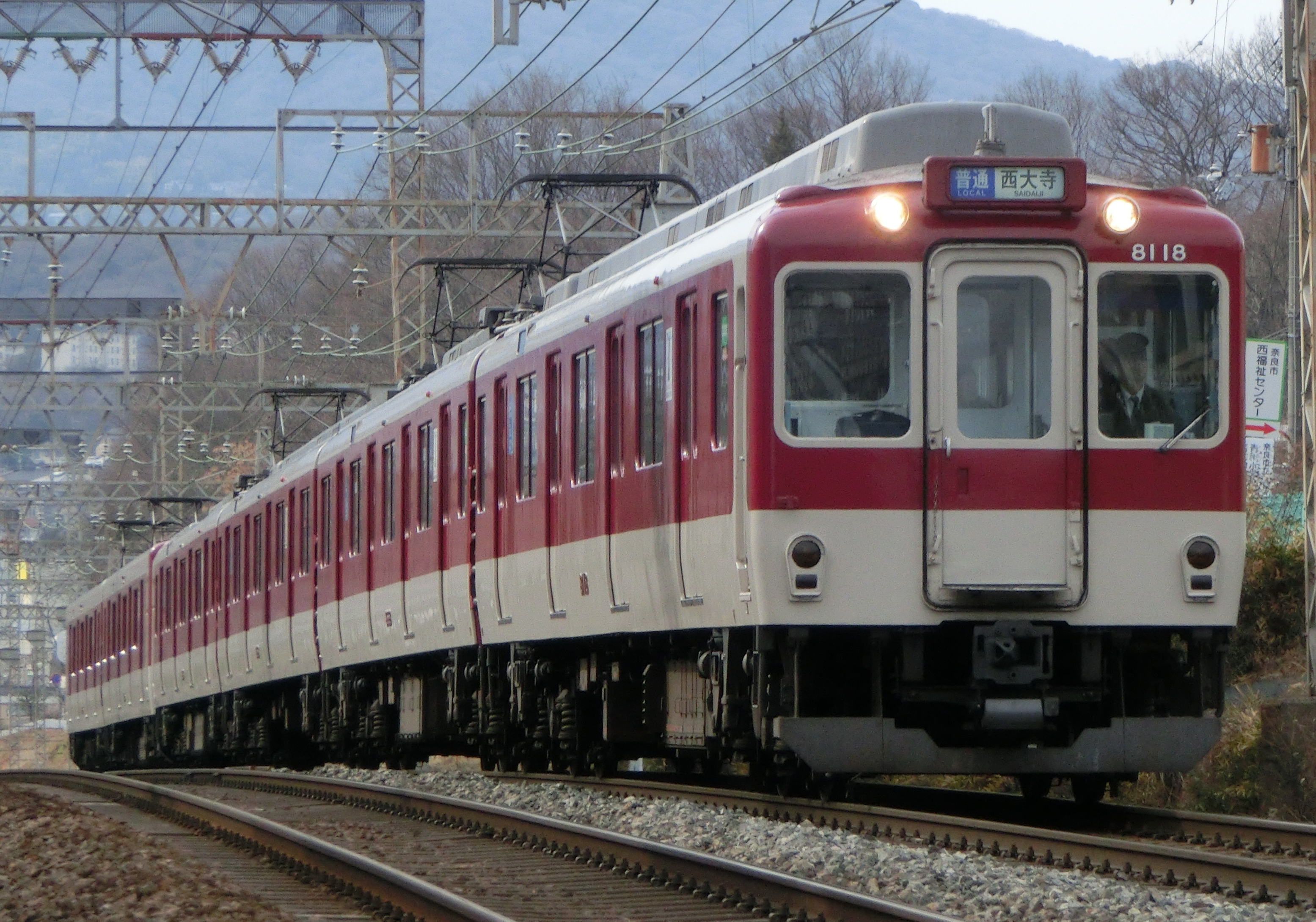
8600系
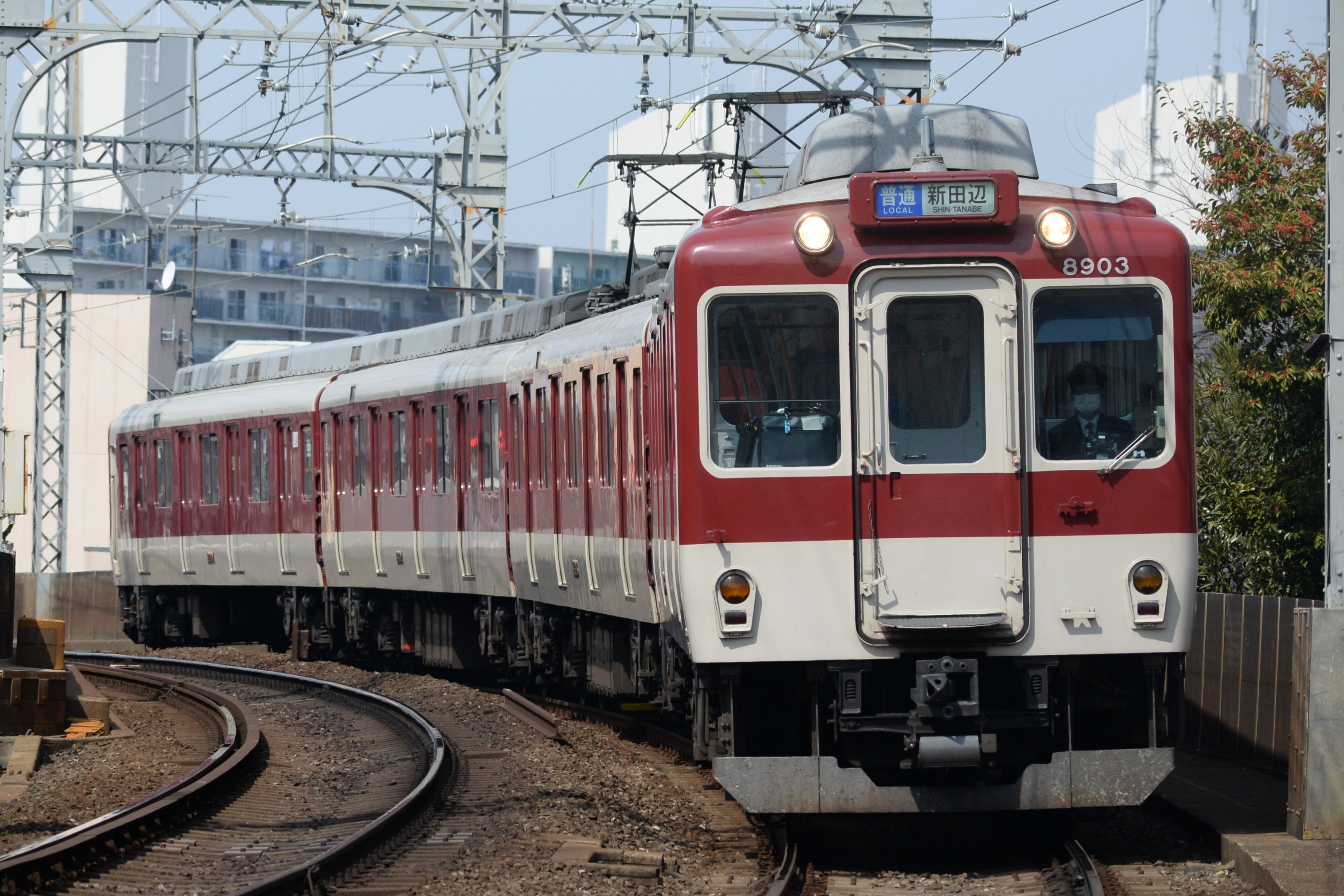
8800系
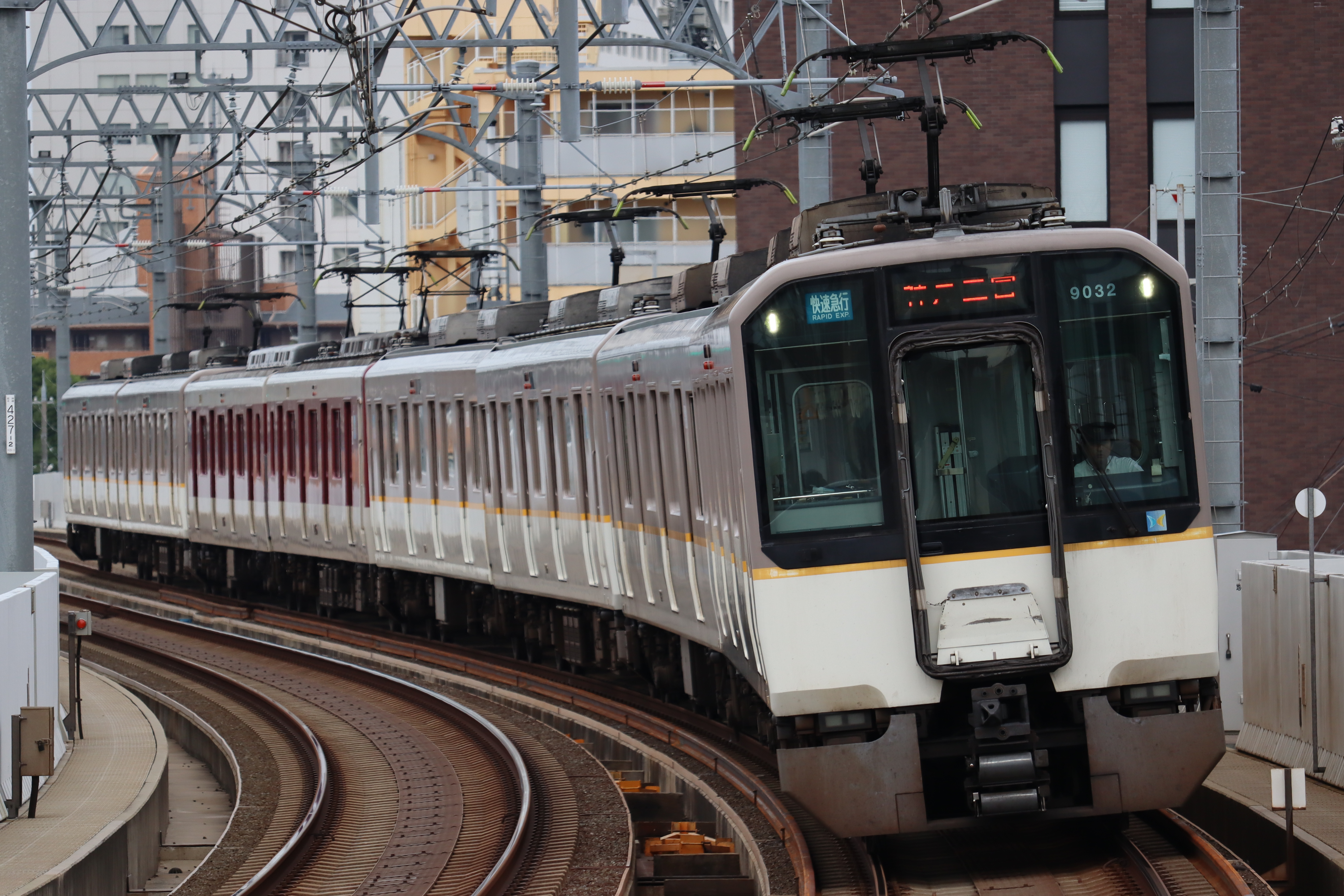
9020系
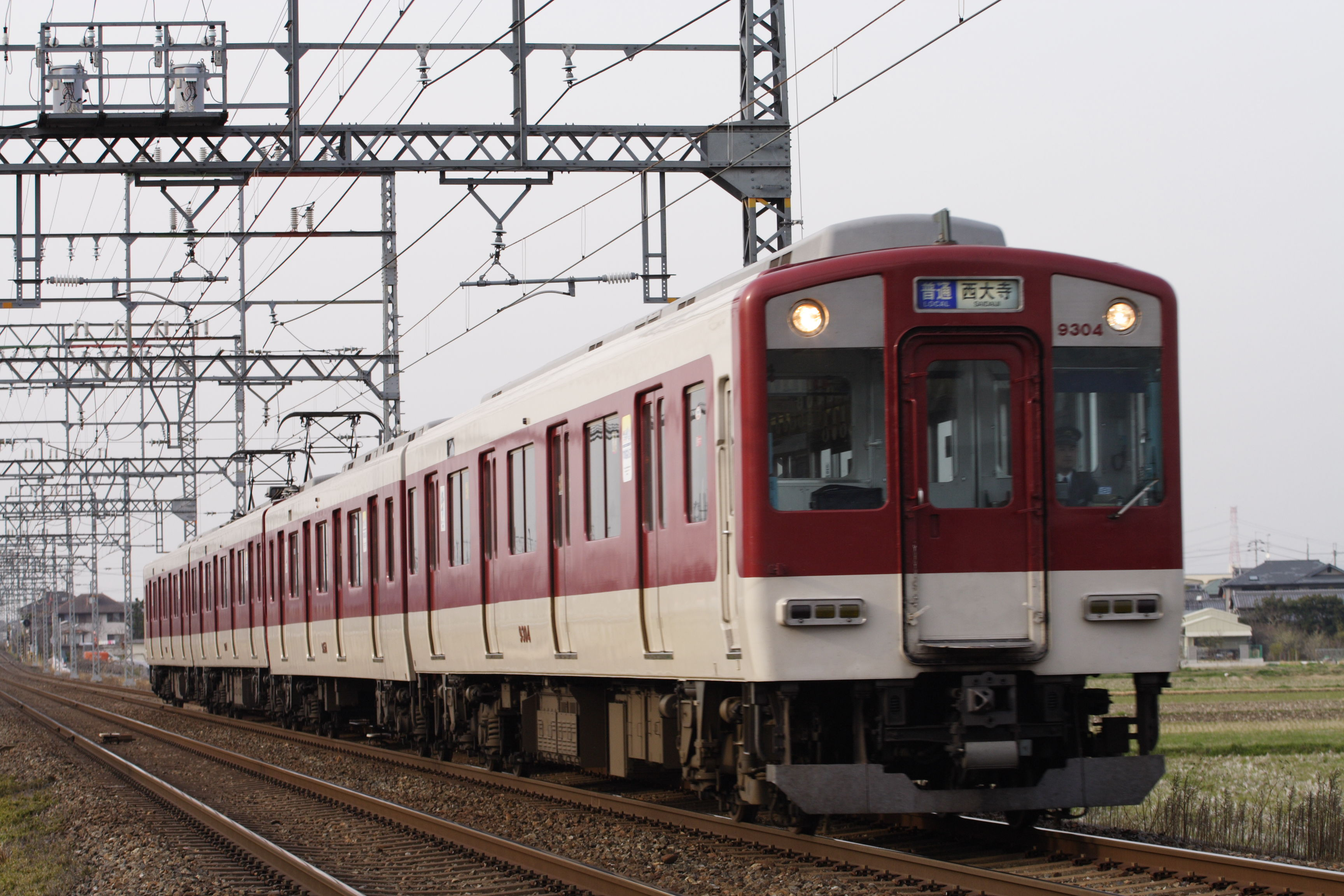
9200系
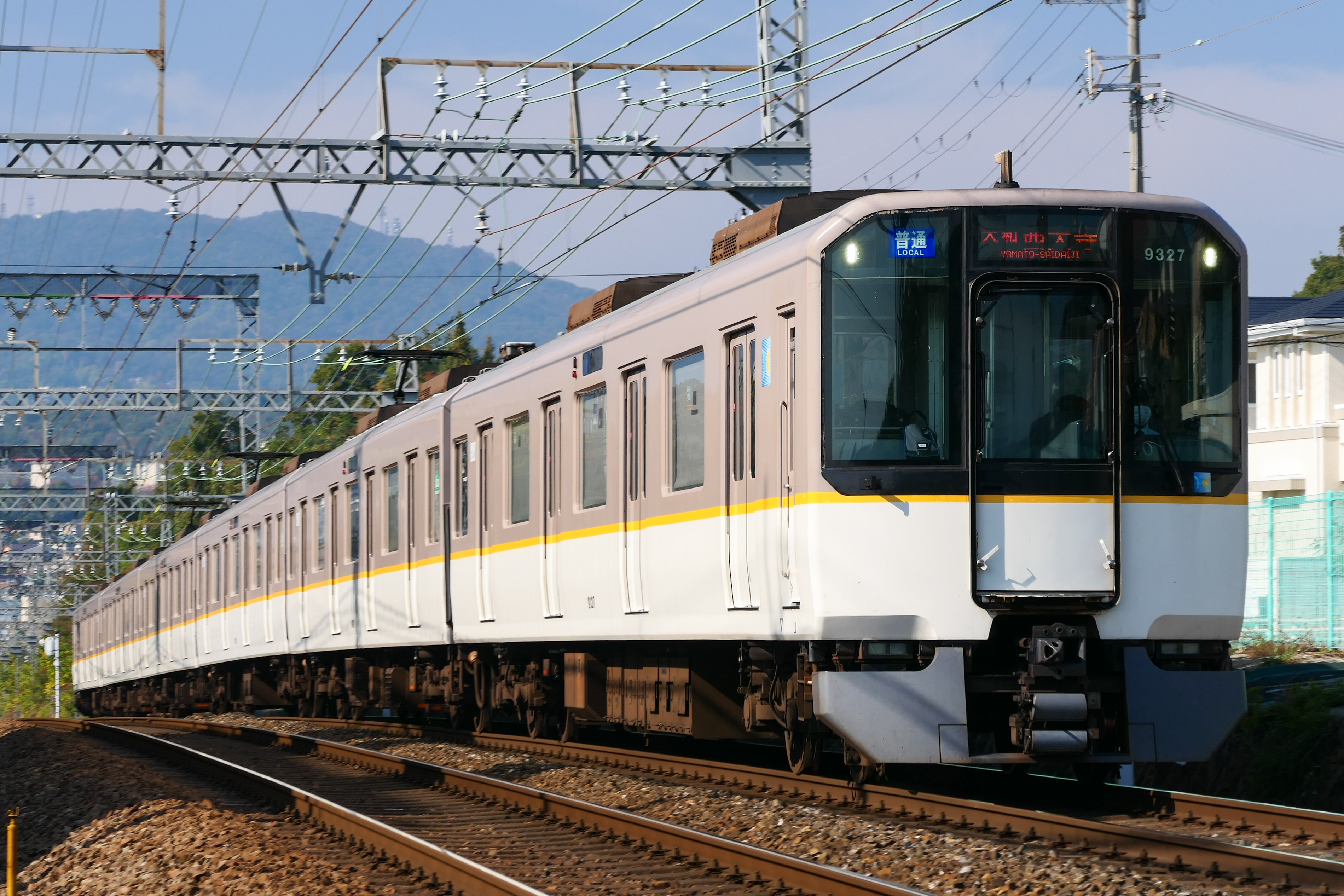
9820系
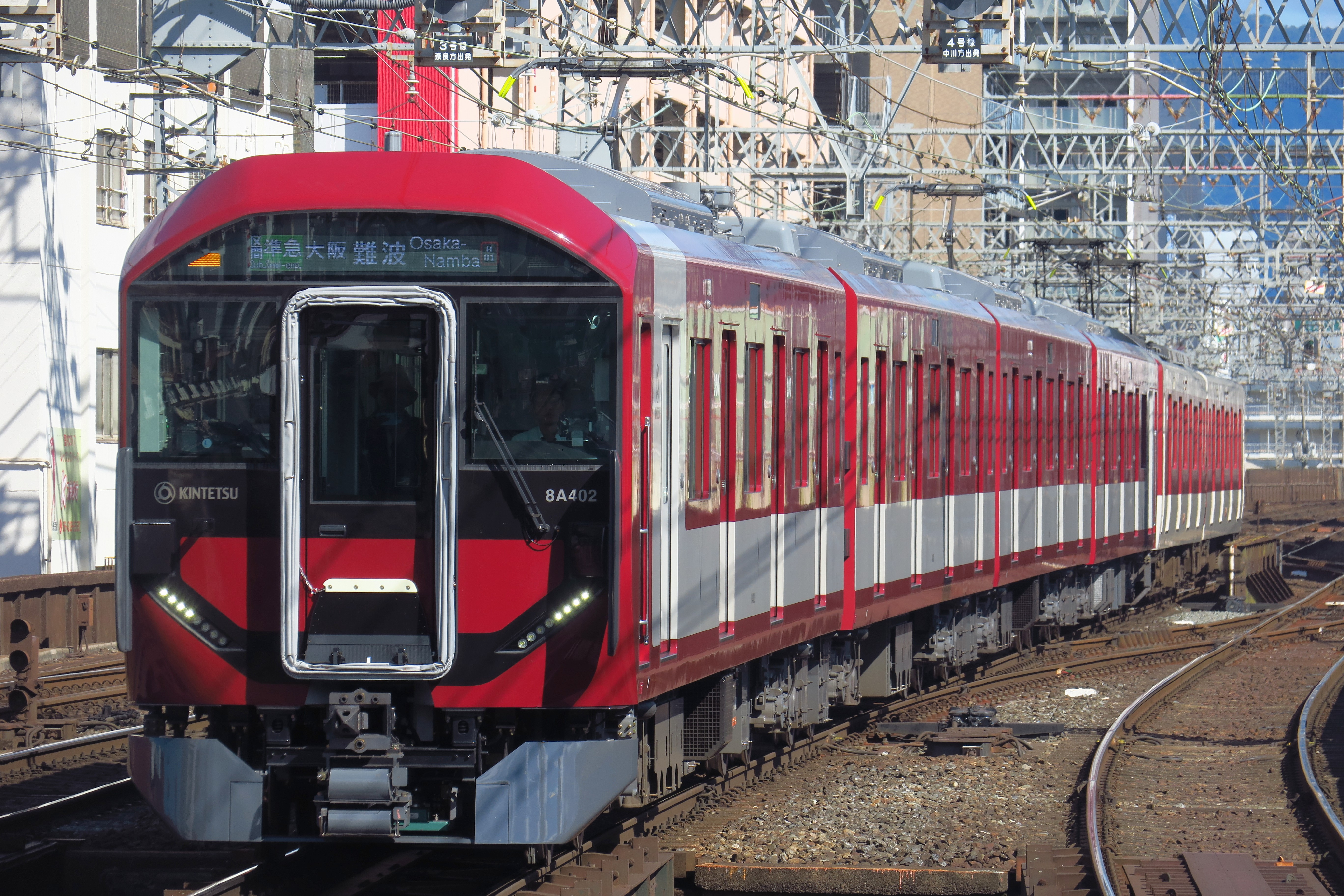
8A系

#### 事業用車両

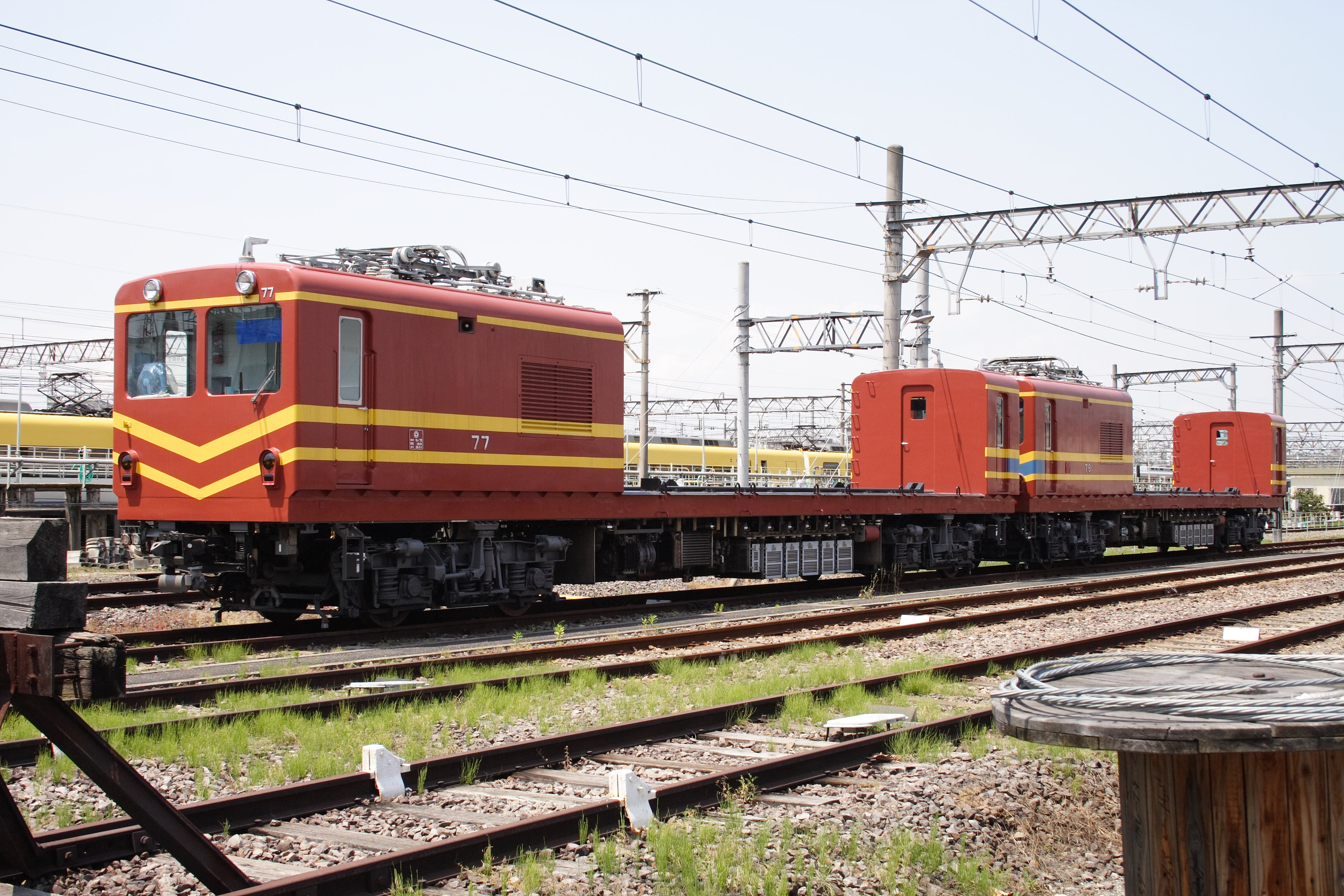
モト75

- 電動貨車モト75形（モト77・78）：集電方式が異なるけいはんな線の車両（7000系・7020系）を要部検査・全般検査で五位堂検修車庫へ回送する際の牽引車両として使用。

### 過去の車両
- 200系（初代、旧デボ1形）：開業時の車両
- 400系
- 600系（初代）：戦後の奈良線区用小型車両
- 800系：座席指定料金不要特急車
- 820系：田原本線などで運行後、狭軌化され伊賀鉄道伊賀線（2007年9月30日までは近鉄伊賀線）にて860系として2012年まで運行
- 900系：奈良線区初の20m級・広幅大型車両
- 920系：600系（初代）の機器流用車で、近鉄奈良駅 - 大和西大寺駅で使用された。現在は改造の上1010系として名古屋線所属
- 1000系（初代）：大阪線所属だが昭和20年代まで上本町駅 - 小阪駅での運用があった
- 1600系：モ1650形・近鉄奈良駅 - 大和西大寺駅で使用された
- 3000系：ステンレス車。大和西大寺駅 - 近鉄奈良駅のみで使用。大和西大寺駅以西には滅多に乗り入れなかった
- 9000系：現在はすべて名古屋線所属
- 電動貨車モワ10形（モワ11・12）：大阪線特急車2250系を改造。東大阪線（現在のけいはんな線）車両を要部検査・全般検査で五位堂検修車庫へ回送する際の牽引車両として使用していたが、1998年に廃車。西大寺車庫に常駐していたが、書類上は大阪線の所属となっていた。

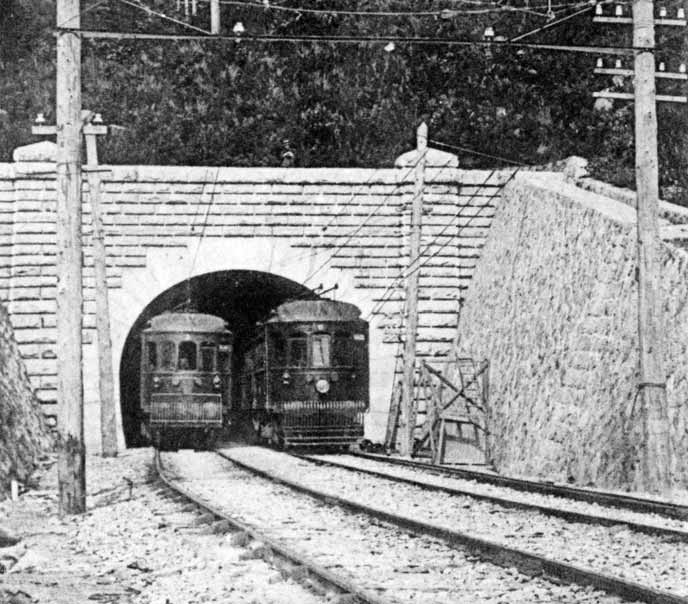
デボ1形
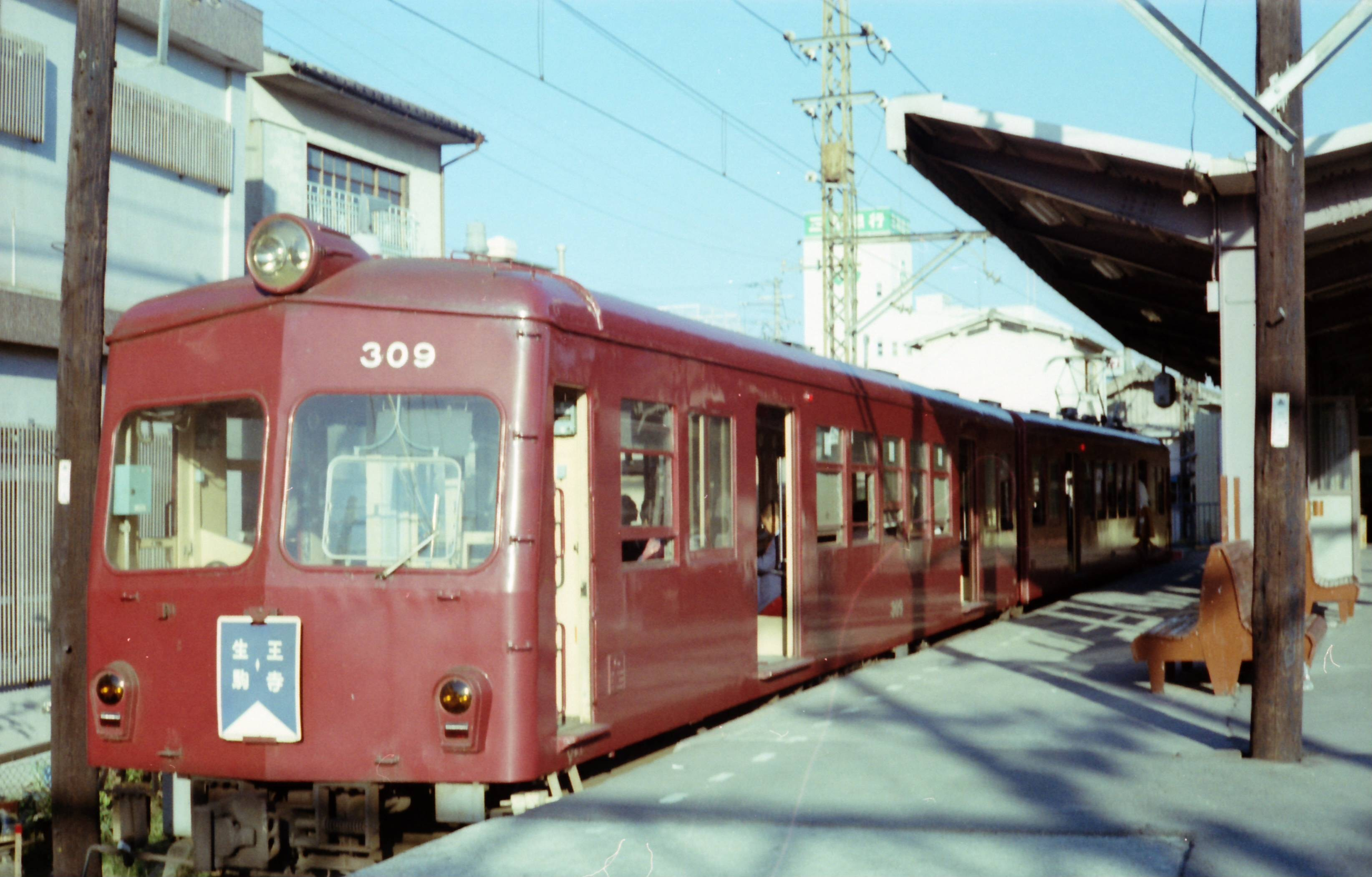
400系
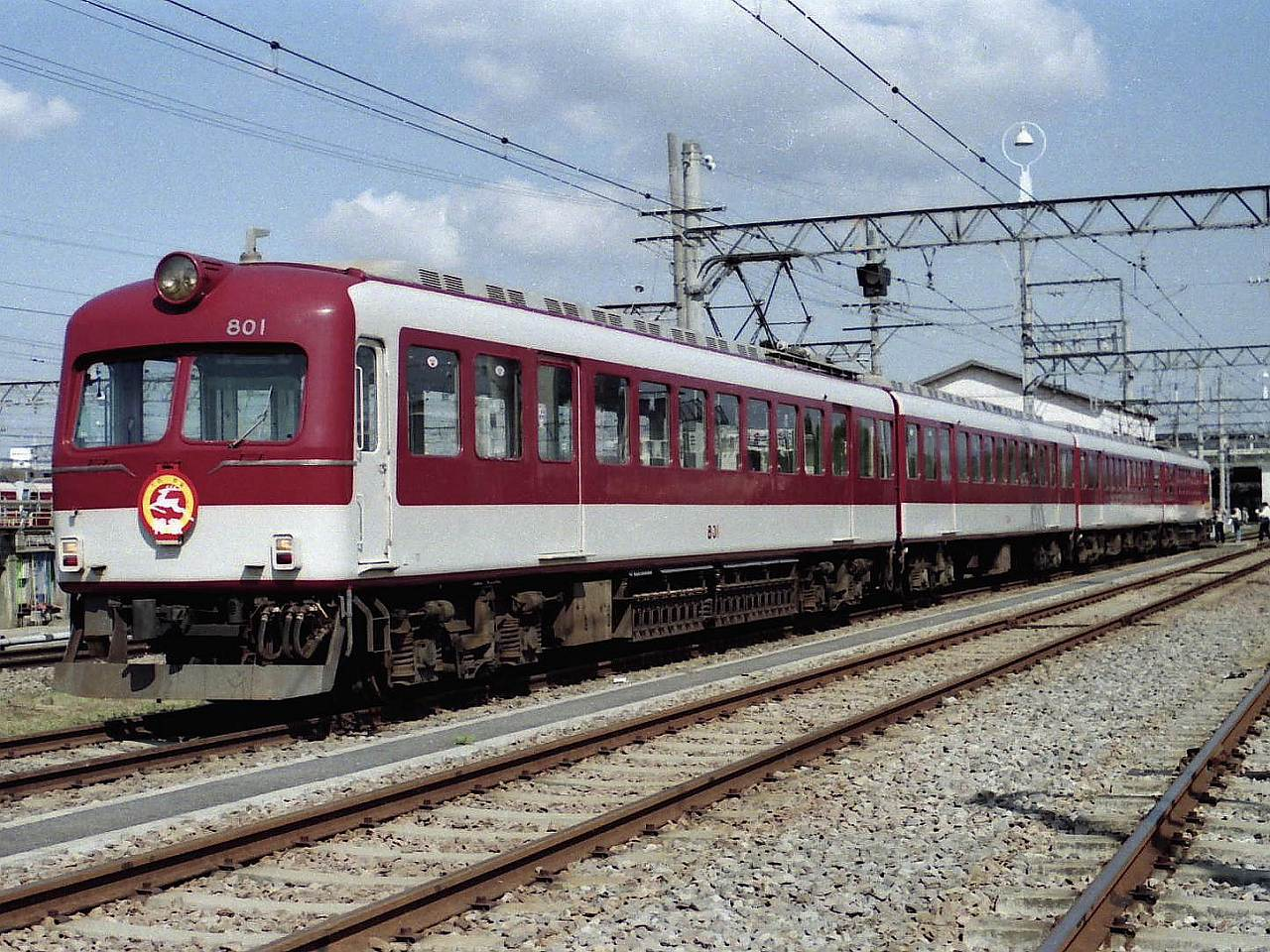
800系
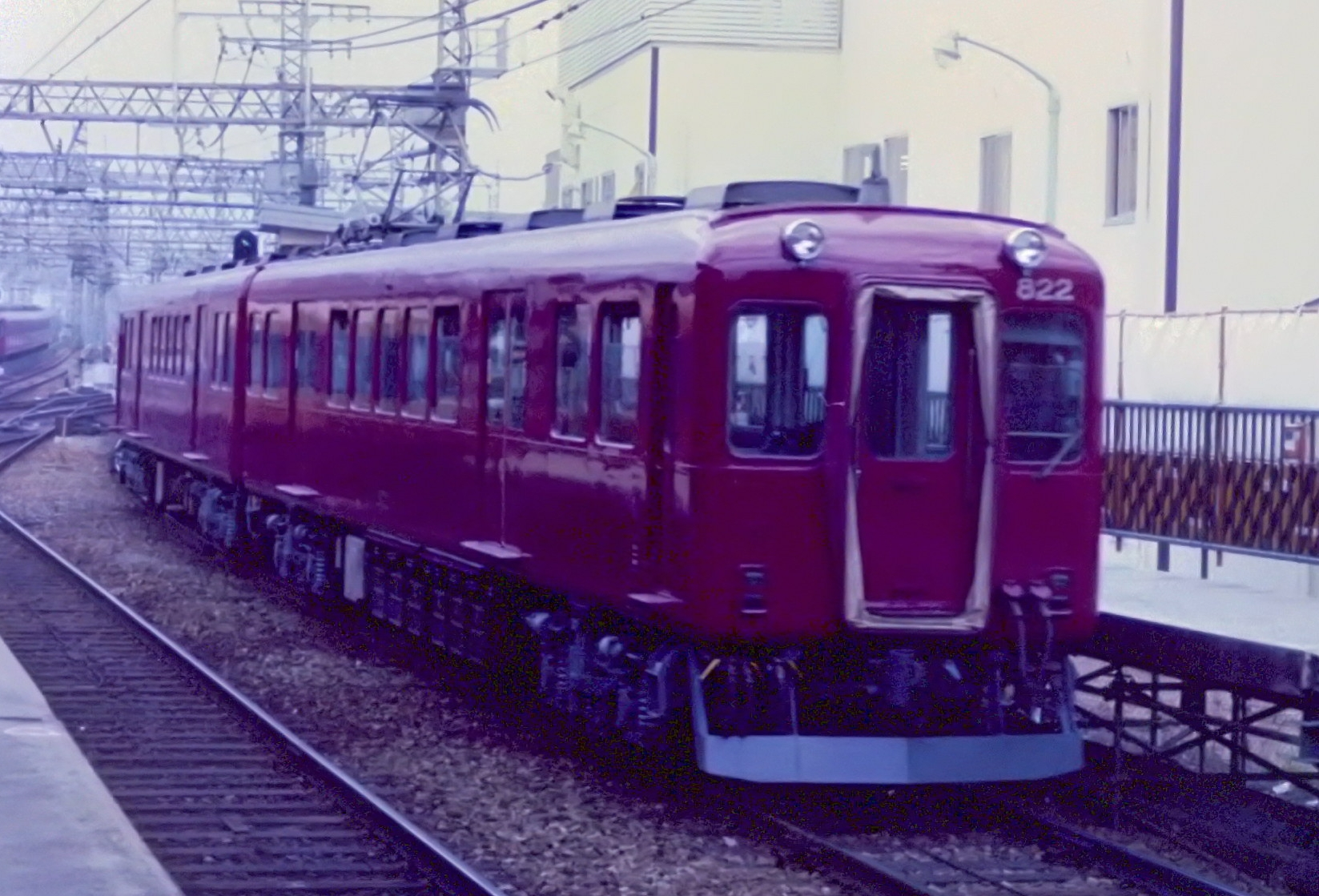
820系
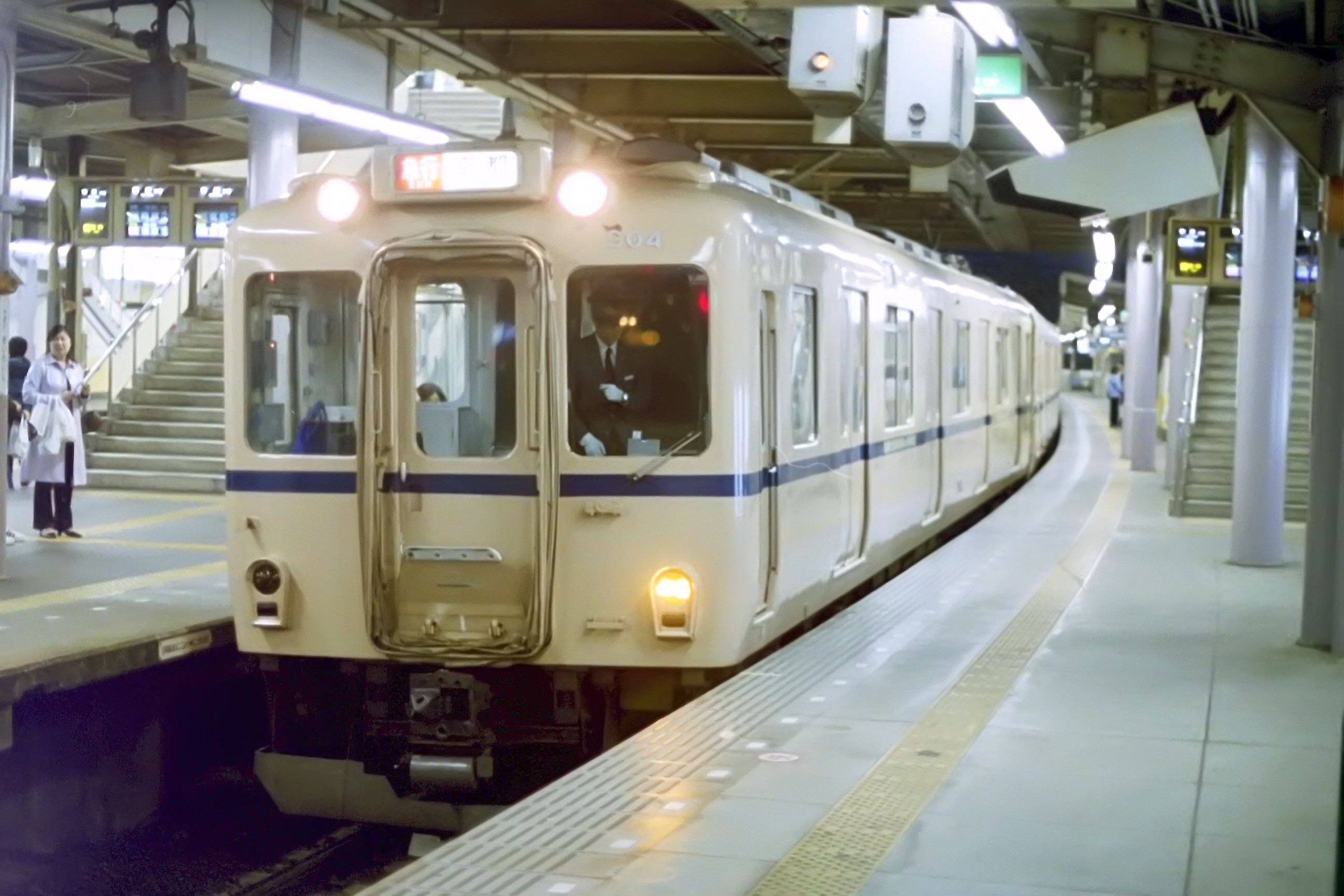
900系
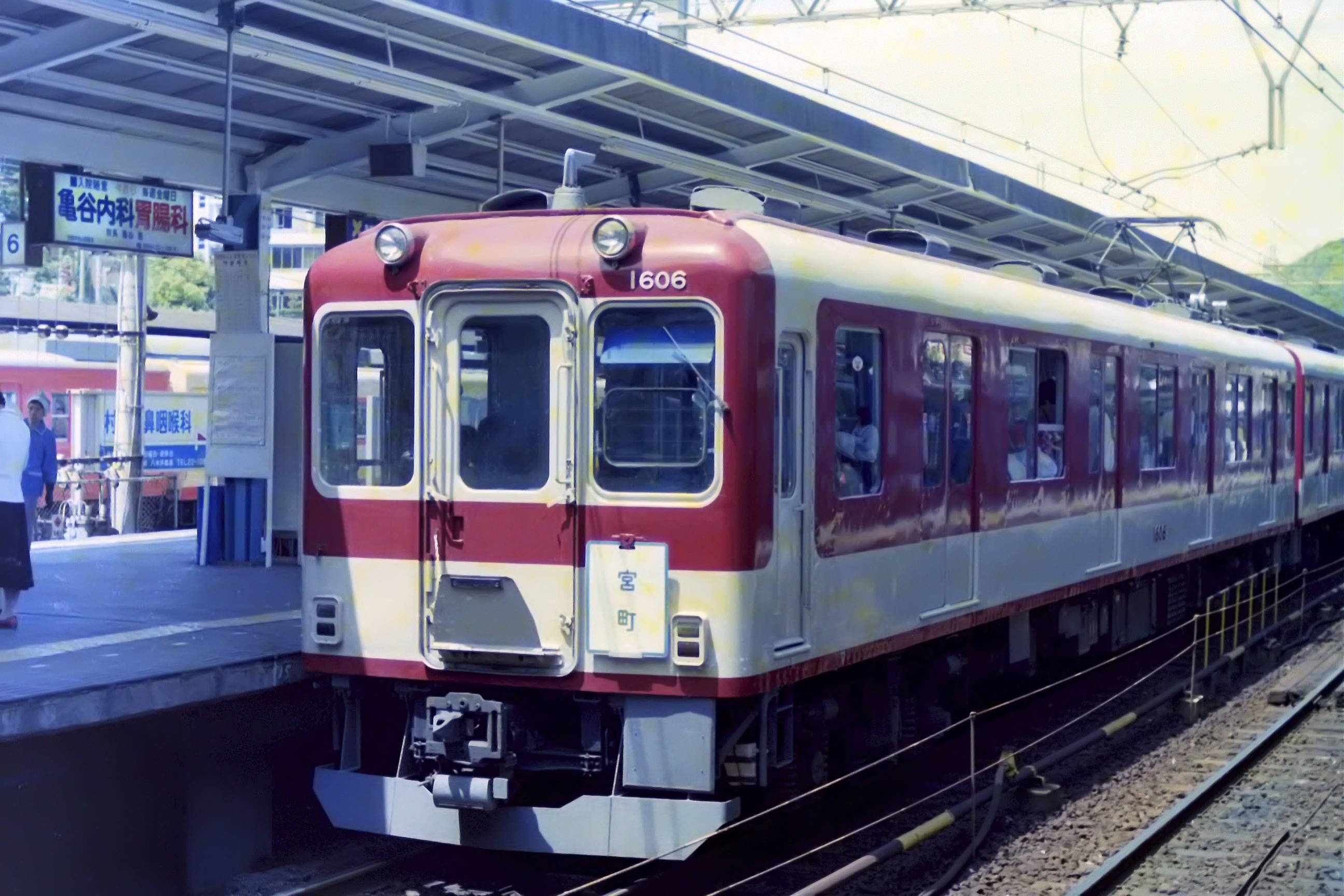
1600系
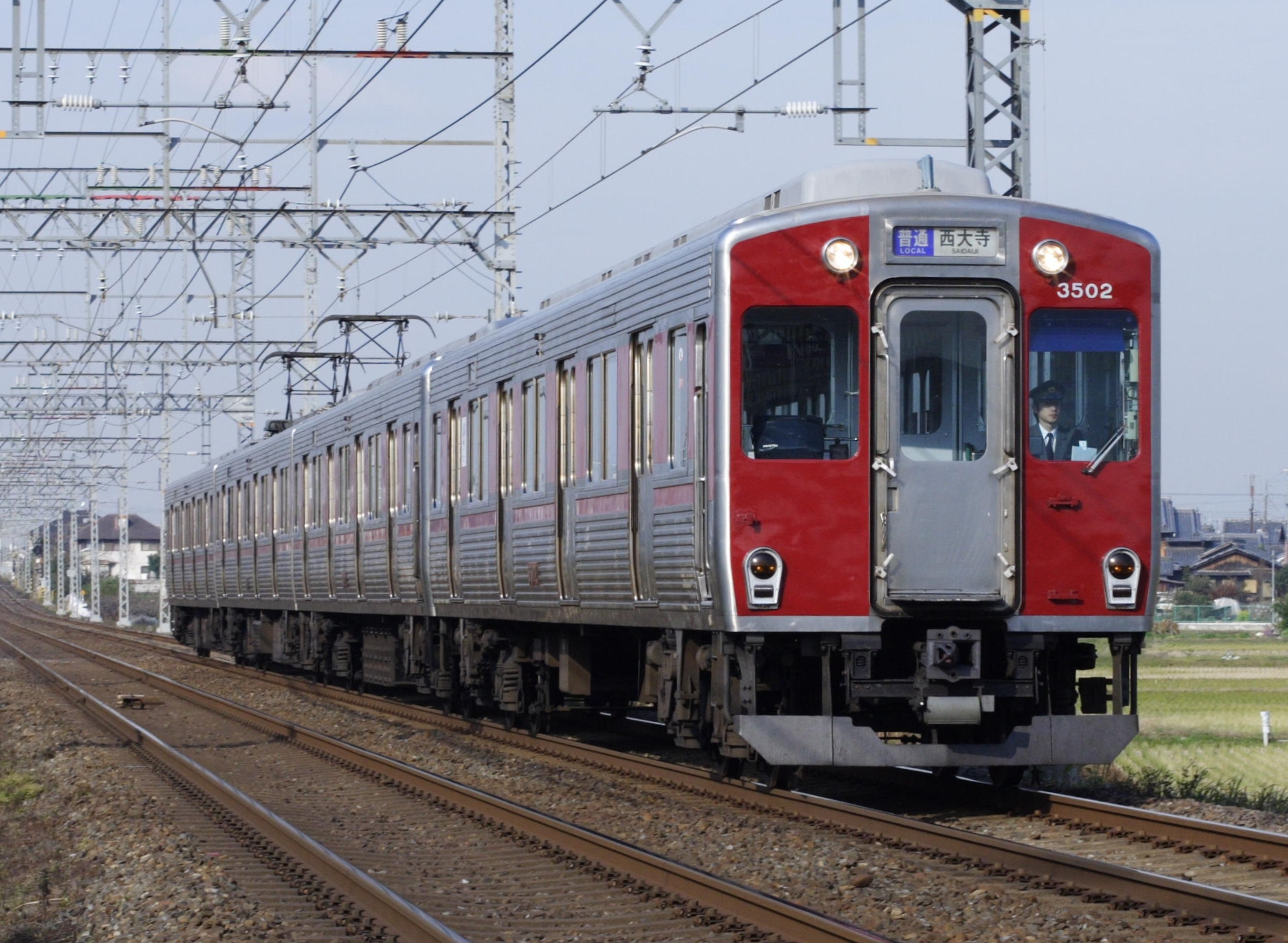
3000系

### 乗り入れ車両

#### 京都市営地下鉄
奈良線内においては、大和西大寺駅 - 近鉄奈良駅間で地下鉄烏丸線直通の急行に限り運用されている。

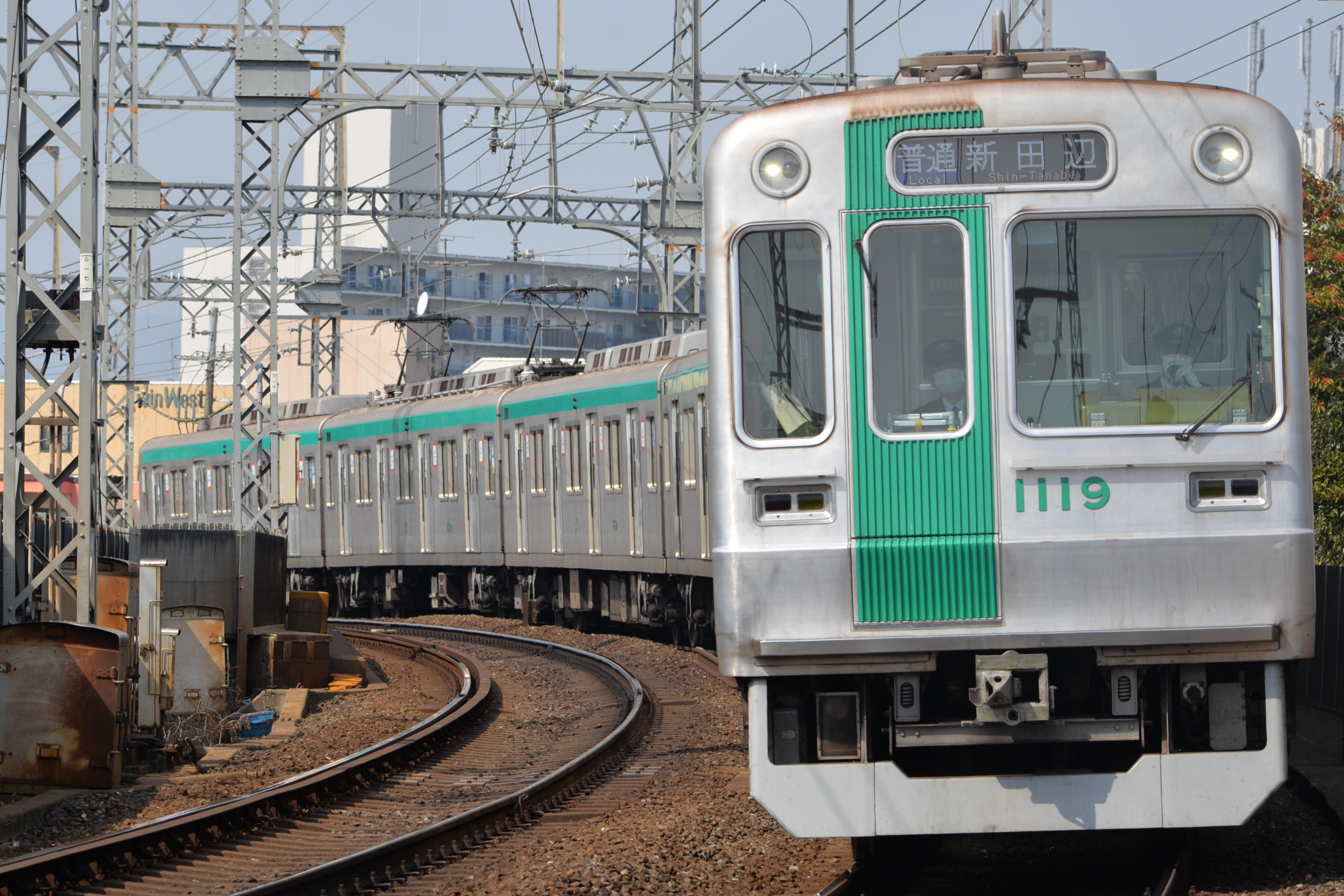
10系
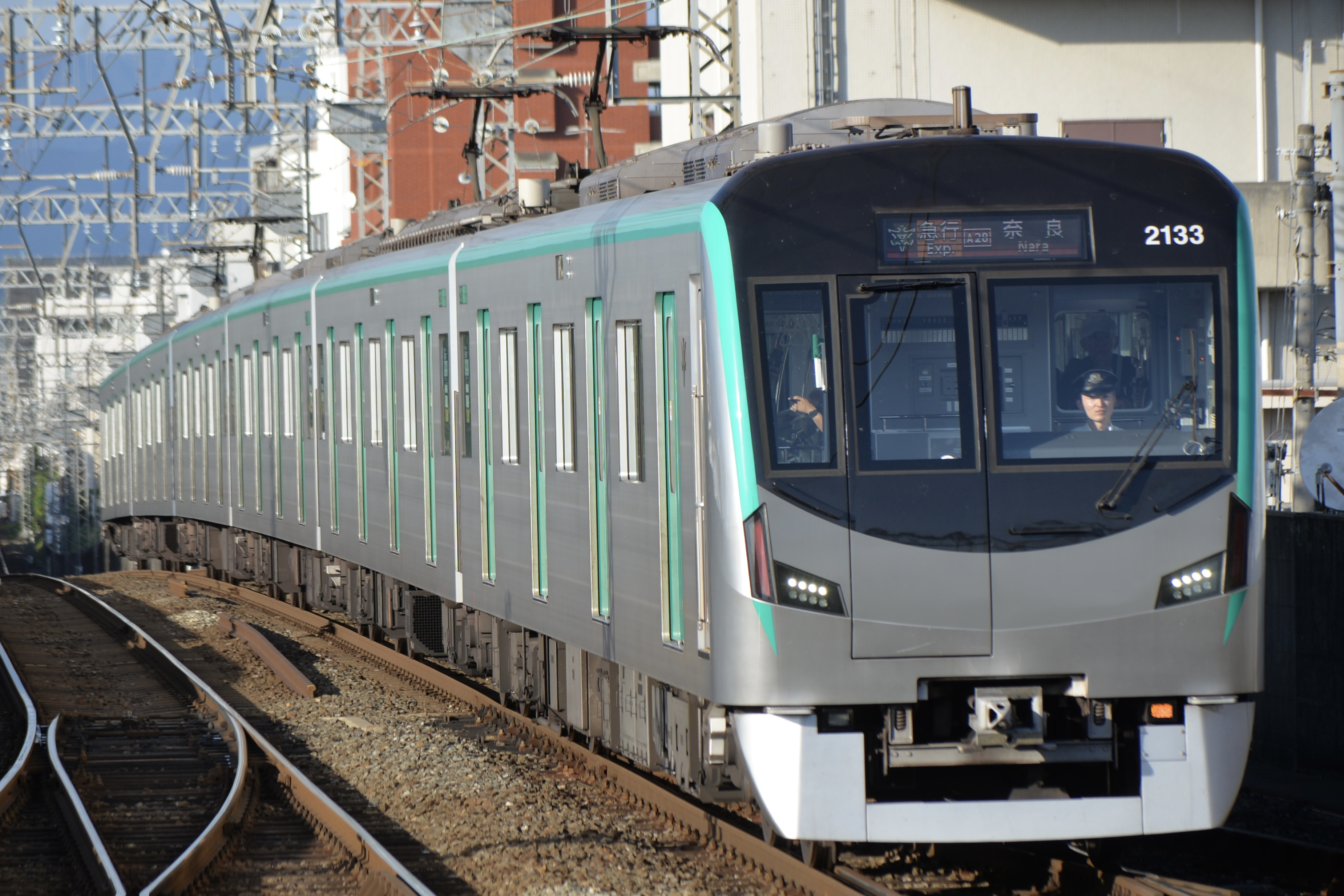
20系：2022年3月26日から運行開始

- 10系
- 20系

#### 阪神電気鉄道
近鉄線以外にも大阪梅田駅方面や山陽姫路駅方面でも運用されているため、3扉19m車を用いている。車両走行距離調整のため阪神なんば線へ直通しない近鉄線内完結列車にも使用されることがある。阪神車両の夜間滞泊は東花園車庫内と西大寺車庫内で行われている。

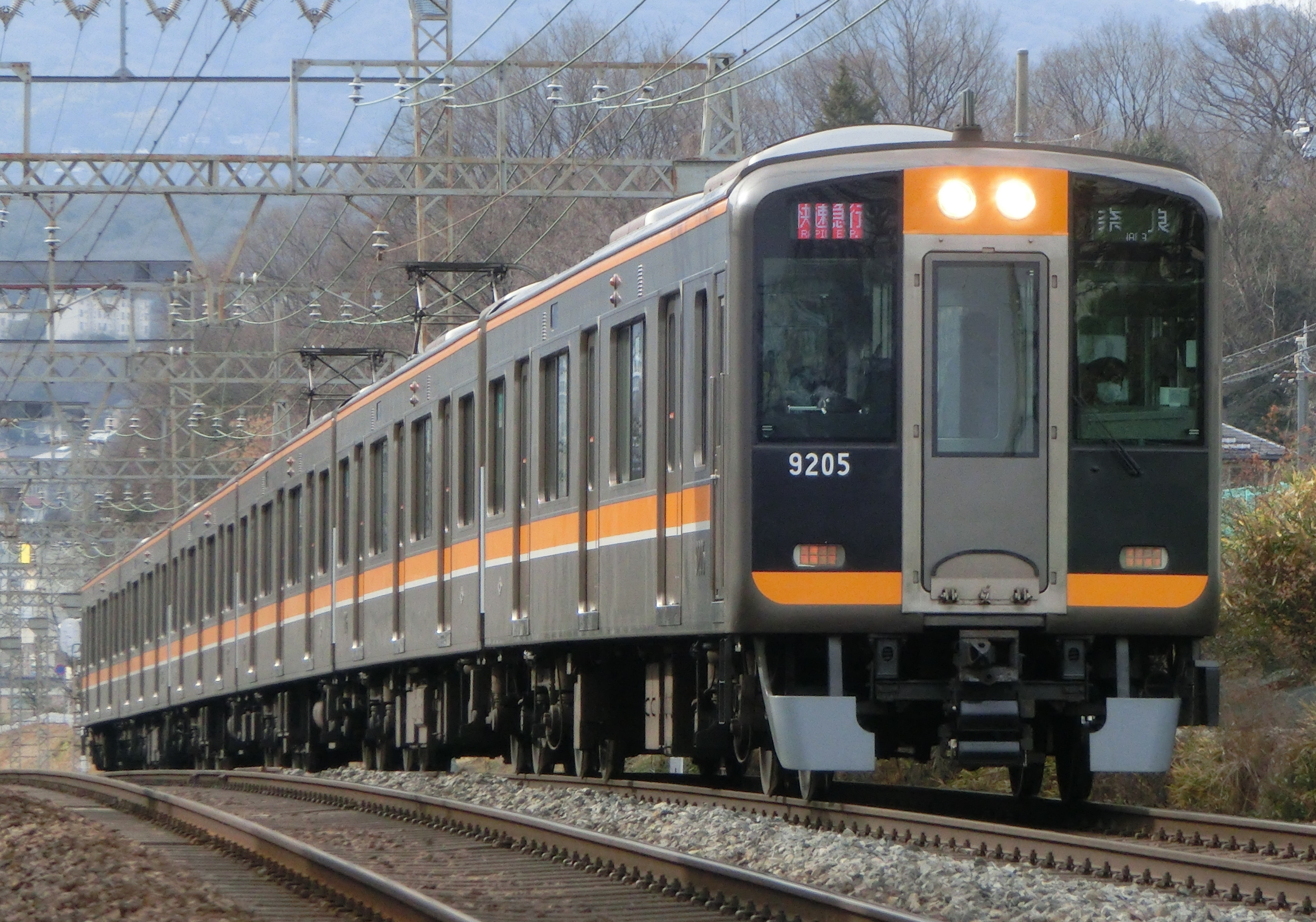
9000系
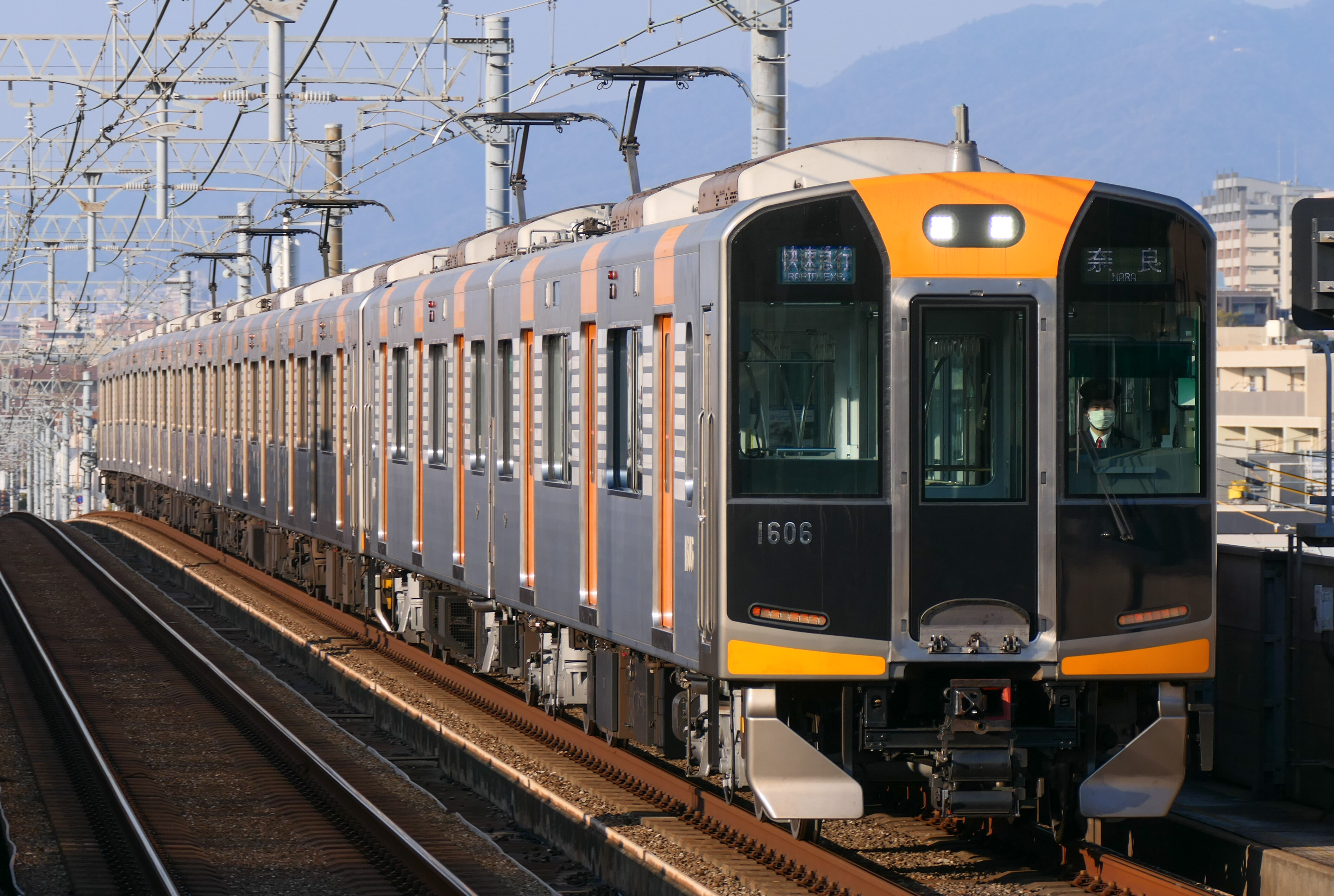
1000系

- 9000系
- 1000系

## 歴史
前述したように、近畿日本鉄道の直系母体会社である大阪電気軌道（大軌）初の路線として建設された。
本線の開通前には生駒山系の北側を迂回するルートで片町線（学研都市線）が、南側を迂回するルートで関西本線（大和路線）が既に開通していた。いずれも生駒山系を避け長大トンネルの建設から逃れる形であり、所要時間の点で不利であった。これらルート沿いの集落は当時まだ発展しておらず、競合路線を敷設しても十分な収益が上がる目処も立たなかった。そこで、大軌は生駒山を一直線に貫き、大阪と奈良を最短で直結するルートに賭けることとなった。当初はトンネル掘削の技術的困難さからケーブルカーの使用まで検討されたとされるが、同社の設立に尽力した岩下清周の主張と大林組の技術によって、長さ3,338mの生駒トンネルを開削し、生駒山の登坂区間にできる急勾配を高出力の電車（デボ1形）で越えるという案が採択された。生駒トンネル開削には多額の資金を使い、最後は社長の岩下が私財をなげうって建設を続行させたという逸話も残っている。この日本初の標準軌複線トンネルは難工事を極め、それに伴う資金難から工事を請け負った大林組は存続の危機に瀕した。
大阪と奈良の間をできるだけ直線ルートで結ぶことにしたため、開業当初は沿線人口が少なく、生駒山の宝山寺や奈良へ向かう観光客が主要な乗客であった。よって収入は天候に左右され、同社の社員は常に天気に気を使っていたといわれる。そのため、「大阪電気軌道」でなく「大阪天気軌道」だと揶揄されたこともあった。

### 輸送力増強の方策
旅客は1961年（昭和36年）当時、年間1億人を突破し、1日約30万人を輸送していた。沿線の開発や将来の難波延長によりますます旅客が増加することは明らかであった。当時奈良線では、朝夕のラッシュ時において、毎時特急、急行、準急列車各4本のほか、普通列車を合わせ計30本を運転していたが、各列車とも超満員で、最多客区間の乗車率は定員の230%に達していた。
輸送力増強の方策としては、15m級小型車両や18m級中型車両の編成長増強と、21m級大型車両の運行の2つの方法が検討された。1968年（昭和43年）度における輸送量を前提として、あらゆる経費を計算した結果、総建設費が大型車両案の方が増加するが、金利および償却費を含めた経費は大型車両案の方が有利であり、また生駒トンネルの補修費を考慮すると大型車両の方がはるかに有利であることが判明した。また、小・中型車両では輸送量の限度が1970年（昭和45年）ごろと早く到来すると予測されたのに対して、大型車両では1976 - 1977年（昭和51 - 52年）ごろと予測され、大阪近郊における複々線（現けいはんな線）の建設時期を将来に繰り延べできる利点も有することが明らかとなった。そのほか、難波延長線（現難波線）の建設時までに既設路線を改良しておけば、延長線の停車場の有効長を短縮でき余剰建設費の支出を避け得ること、将来電車線の電圧を600Vから1,500Vに昇圧すれば、大阪線や名古屋線の車両との流用が可能となり、車両検修設備の統合ができることなど、合理化の面においても有利であった。
このため、開業時から使用していた小・中型車から車体規格を大きくすることにした。それに際して建築限界を拡大する必要から、新生駒トンネル（長さ3,494m）を新たに開削している。
- 当節の参考文献：『新生駒トンネル建設工事記録 付 奈良線改良工事概要』近畿日本鉄道、1966年9月。

### 年表
- 1914年（大正3年）
  - 4月30日：大阪電気軌道により上本町駅 - 奈良駅（高天町の仮駅）間が開業[36]。途中に鶴橋駅・片江駅・深江駅・小阪駅・若江駅・瓢簞山駅・枚岡駅・石切駅・生駒駅・富雄駅・西大寺駅が開業。
  - 7月8日：終点を高天町から東向中町の奈良駅まで延伸。奈良駅前駅開業[36]。
  - 7月17日：日下駅開業。
- 1915年（大正4年）6月15日：花園駅開業。
- 1920年（大正9年）7月13日：額田駅開業。
- 1921年（大正10年）10月 - 1922年3月ごろ：日下駅を鷲尾駅に改称。
- 1922年（大正11年）
  - 片江駅を今里片江駅に、奈良駅前駅を油阪駅に改称。
  - 3月：深江駅を足代駅に改称。
  - 5月5日：奈良駅 - 上本町駅間をイギリスのエドワード王太子が乗車。
- 1923年（大正12年）9月9日：菖蒲池駅開業。
- 1925年（大正14年）
  - 若江駅を若江岩田駅に改称。
  - 9月：足代駅を布施駅に改称。
- 1928年（昭和3年）8月：小阪駅を大軌小阪駅、生駒駅を大軌生駒駅、奈良駅を大軌奈良駅に改称[37]。
- 1929年（昭和4年）
  - 今里片江駅を今里駅に改称。
  - 11月22日：（臨）ラグビー運動場前駅開業。
- 1932年（昭和7年）12月：花園駅を大軌花園駅に、西大寺駅を大軌西大寺駅に改称[37]。
- 1936年（昭和11年）
  - 8月1日：（臨）人ノ道駅開業。
  - 11月19日：八戸ノ里駅開業。
- 1937年（昭和12年）4月22日：（臨）人ノ道駅休止。
- 1938年（昭和13年）2月1日：大軌永和駅開業[38]（人ノ道駅の通年営業化）。
- 1940年（昭和15年）6月1日：鷲尾駅を孔舎衛坂駅に改称。
- 1941年（昭和16年）
  - 3月15日：大阪電気軌道が参宮急行電鉄を合併し関西急行鉄道に社名変更。大軌永和駅を河内永和駅に、大軌小阪駅を河内小阪駅に、大軌花園駅を河内花園駅に、大軌生駒駅を関急生駒駅に、大軌西大寺駅を大和西大寺駅に、大軌奈良駅を関急奈良駅に改称。合わせて線名が整理され、奈良線が上本町駅 - 大軌奈良駅間から布施駅 - 関急奈良駅間に変更[39]。
  - 9月：富雄駅を鵄邑駅に改称。
- 1942年（昭和17年）
  - 3月6日：学園前駅開業。
  - 10月1日：全線を軌道法に基づく軌道から地方鉄道法に基づく鉄道に変更。
- 1944年（昭和19年）
  - （臨）ラグビー運動場前駅休止。
  - 6月1日：関西急行鉄道と南海鉄道の合併で近畿日本鉄道が発足。関急生駒駅を近畿日本生駒駅に、関急奈良駅を近畿日本奈良駅に改称。
- 1947年（昭和22年）3月27日：大和西大寺駅 - 油阪駅間に（臨）キャンプ・カー駅開業。
- 1948年（昭和23年）3月31日：生駒トンネル内下り坂でブレーキ故障のため列車が暴走。河内花園駅で先行列車に追突。死者49人の大惨事となる（近鉄奈良線列車暴走追突事故を参照）。
- 1950年（昭和25年）12月10日：（臨）ラグビー運動場前駅をラグビー場前駅として営業再開。
- 1951年（昭和26年）7月1日：（臨）キャンプ・カー駅廃止。
- 1953年（昭和28年）4月1日：鵄邑駅を富雄駅に改称。
- 1956年（昭和31年）
  - 12月8日：上本町駅 - 布施駅間が複々線化され、大阪線と分離される。
  - 12月21日：特急（料金無料）運転開始、所要時間30分。停車駅：上本町・鶴橋・大和西大寺・近畿日本奈良
- 1961年（昭和36年）9月21日：上本町駅 - 瓢簞山駅間で大型車両運転開始。
- 1964年（昭和39年）
  - 7月23日：生駒トンネルが新トンネルに切り替えられ、上本町駅 - 近畿日本生駒駅間で大型車両運転開始。石切駅 - 近畿日本生駒駅間の孔舎衛坂駅廃止。
  - 10月1日：新向谷トンネル完成により全線で大型車両運転開始。信貴生駒電鉄の近畿日本鉄道への合併により、近畿日本生駒駅を生駒駅に改称。
- 1967年（昭和42年）
  - 7月10日：ラグビー場前駅東方 - 瓢簞山駅西方間が高架化[40]。
  - 9月1日：ラグビー場前駅を東花園駅に改称。
  - 9月29日：八戸ノ里車庫が東花園車庫へ移転。
  - 12月3日：自動列車停止装置 (ATS）使用開始[41]。
  - 12月20日：東花園駅を常設駅に変更[42]。
- 1968年（昭和43年）3月20日：東生駒駅開業。
- 1969年（昭和44年）
  - 9月21日：架線電圧を600Vから1500Vに昇圧。
  - 9月26日：八戸ノ里駅東方 - 若江岩田駅西方間の高架化完成[40]。
  - 12月9日：併用軌道であった油阪駅 - 近畿日本奈良駅間が地下化。新大宮駅開業。油阪駅廃止。
- 1970年（昭和45年）
  - 3月1日： 近畿日本奈良駅を近鉄奈良駅に改称。
  - 3月15日：難波線開通により近鉄難波駅乗り入れ開始。
- 1972年（昭和47年）
  - 8月2日：菖蒲池駅付近で難波行き普通電車の車内に置かれた時限式の爆破装置が爆発し、21人が重軽傷を負う事件が発生（近鉄奈良線爆破事件）。
  - 11月7日：料金無料の特急を廃止し快速急行運転開始。
- 1973年（昭和48年）9月21日：近鉄難波駅 - 近鉄奈良駅間に有料特急運転開始。
- 1977年（昭和52年）6月26日：布施駅西方 - 八戸ノ里駅東方間の高架化完成。これにより、近鉄難波駅から八戸ノ里駅東方（大阪中央環状線）まで完全立体交差となる。
- 1980年（昭和55年）3月17日：大和西大寺駅 - 近鉄難波駅間で快速急行の一部と特急1本で関西私鉄初の10両編成運転を開始[43]。
- 1982年（昭和57年）3月18日：近鉄奈良駅発の快速急行で10両運転を開始。ただし同駅ではホーム延長未実施のため、2両分ドアカットしていた。
- 1986年（昭和61年）3月18日：急行の停車駅に石切駅を追加。
- 1988年（昭和63年）3月18日：近鉄奈良駅のホーム延長工事完成により、10両編成運転を本格実施。
- 1992年（平成4年）12月20日：列車運行管理システム (KOSMOS) 稼動開始。
- 1997年（平成9年）
  - 3月18日：同日のダイヤ変更にて、平日深夜に近鉄難波発近鉄奈良行き特急2本（近鉄難波発22:20・23:20）を増発。その増発列車には阪奈特急としては初めて21000系（アーバンライナー）を充当（名阪甲特急の折り返しを充当）。阪奈特急に限りデラックスシートはレギュラーシートと同じ取り扱い（特別車両料金は不要）とする。
  - 8月1日：L/Cカー（5800系）の営業運転開始。
- 1998年（平成10年）4月1日：ご乗降確認システム「フェアシステムK」稼働開始。
- 1999年（平成11年）3月16日：同日のダイヤ変更にて、平日日中の阪奈特急（上下12本）を廃止。
- 2000年（平成12年）3月15日：シリーズ21（3220系）営業運転開始。新大宮駅のホーム延伸工事（8両分→10両分）が完成し快速急行の停車駅に新大宮駅を追加。同時に準急の大半を大和西大寺駅発着に変更。
- 2001年（平成13年）
  - 2月1日：各駅でスルッとKANSAI対応カードの取り扱い開始。これに伴い、上本町駅・布施駅・生駒駅・大和西大寺駅における「途中下車指定駅」の制度が廃止。
  - 10月14日：各駅でJスルーカードの取り扱い開始。
- 2002年（平成14年）3月20日：同日のダイヤ変更にて、平日夕方に近鉄難波発近鉄奈良行き特急2本（近鉄難波発17:35・18:35）を増発。
- 2003年（平成15年）
  - 2月23日：八戸ノ里駅 - 瓢簞山駅間連続立体交差化事業起工。
  - 3月6日：ダイヤ変更により、23000系（伊勢志摩ライナー）を阪奈特急にも運用開始。
  - 3月19日：平日朝方の近鉄難波駅行き快速急行に「女性専用車」を設定。
- 2004年（平成16年）
  - 3月18日：夕方以降の運行体系の見直し（快速急行の約半数を急行に格下げ、準急の一部を削減、近鉄難波駅 - 東生駒駅間普通の一部を大和西大寺駅・近鉄奈良駅へ延長）。
  - 6月6日：あやめ池遊園地が同日限りで営業終了。これに伴って土曜・休日ダイヤ施行日（冬季を除く）の日中に行われていた快速急行・急行の菖蒲池駅臨時停車も同日限りで（一旦）終了。
- 2006年（平成18年）3月21日：ダイヤ変更で、準急の停車駅に東花園駅を追加。また、日中に区間準急を新設。
- 2007年（平成19年）4月1日：各駅でPiTaPa・ICOCAの取り扱い開始。
- 2008年（平成20年）
  - 3月17日：ダイヤ変更で、阪奈特急を夜間に増発（平日:下り1本・上り3本、土休日:上り2本）。平日下りの増発列車は近鉄難波発23:35→近鉄奈良着0:10で、大晦日終夜運転を除いての「日またぎ運転の特急列車」が登場する。
  - 5月20日：阪神なんば線開業を前に阪神電鉄の電車（1000系）が東花園駅 - 大和西大寺駅間を試験走行。
  - 6月14日：近鉄難波駅 - 布施駅間で車上速度パターン照査式ATS(ATS-SP)の運用開始。
  - 10月30・31日：天皇・皇后の奈良視察に伴い、近鉄としては2002年5月以来となるお召し列車を京都駅 - 近鉄奈良駅間に運転（往路は30日、復路は31日）。往復ともに21020系（アーバンライナーnext）が2003年3月の営業運転開始以来、お召し列車として初めて充当される。
- 2009年（平成21年）
  - 3月1日：Jスルーカードの自動改札機・のりこし精算機での取り扱いを終了[44]。
  - 3月20日：阪神なんば線が開業し同線と直通運転開始。近鉄難波駅を大阪難波駅、上本町駅を大阪上本町駅に改称。ダイヤ改正を実施し、平日夜間に近鉄奈良発大阪難波行特急1本を増発[45][11]。23000系（伊勢志摩ライナー）の阪奈特急運用を取りやめ一般特急車両に変更。
- 2010年（平成22年）
  - 4月6日：あやめ池遊園地跡地に移設した近畿大学の付属幼稚園・小学校への通園・通学を目的として、平日朝時間帯の下り快速急行1本が菖蒲池駅への臨時停車を開始（再開）する（ただし休校日は通過となる）。
  - 5月30日：八戸ノ里駅 - 瓢簞山駅間下り線が高架化[13]。
- 2011年（平成23年）3月16日：ダイヤ変更で、平日夜間に大阪難波発近鉄奈良行特急1本を増発。その増発列車には阪奈特急としては初めて21020系（アーバンライナーnext）を充当（名阪甲特急の折り返しを充当）。また、この日よりデラックスシート料金（200円）の徴収を開始。
- 2012年（平成24年）3月21日：ダイヤ変更で、平日朝に大和西大寺発大阪難波行特急1本を増発。
- 2013年（平成25年）3月17日：ダイヤ変更で、23000系（伊勢志摩ライナー）の阪奈特急運用を再開。
- 2014年（平成26年）
  - 4月30日：前身の大阪電気軌道の上本町 - 奈良間から開業100周年を迎える。これを記念して前日4月29日より5800系によるデボ1型復刻電車の運行など各種記念行事を実施[46]。
  - 9月21日：八戸ノ里駅 - 瓢簞山駅間上り線の高架化が完成[14]。これに伴い東花園駅の営業キロが瓢簞山方に0.2km移動[47]。また、これにより大阪難波駅 - 瓢簞山駅間が完全立体交差化された。
  - 11月17日：天皇・皇后の奈良訪問（全国豊かな海づくり大会臨席など）に伴うお召し列車を、近鉄奈良駅から京都駅へ運転（片道のみ。11月15日には京都駅から橿原神宮前駅へも運転）[48]。
- 2016年（平成28年）3月19日：ダイヤ変更で、平日夜間帯に上り快速急行を1本増発。下り最終区間準急列車を大阪難波23:55発に繰り下げて行き先を近鉄奈良行きに変更し、大阪難波駅 - 鶴橋駅間から枚岡駅以東の終電を6分延長。
- 2020年（令和2年）3月14日：阪奈特急で80000系（ひのとり）が営業運転を開始[49]。

## 今後の予定

### 夢洲直通特急構想
2025年に夢洲で開催が予定されている2025年大阪・関西万博にあわせて、架空電車線方式と第三軌条方式の両方の集電方式に対応した車両を開発し、近鉄奈良駅から当線、生駒駅手前よりけいはんな線に入り、Osaka Metro中央線経由で夢洲までの直通特急を走らせることを検討している。しかし、夢洲での統合型リゾート (IR) 施設の開業が遅れていることから、万博前の運行開始は見送る方向としている。

### 平城宮跡付近の連続立体交差化
国土交通省による平城宮跡の整備事業計画に、宮跡内を横断している奈良県道104号谷田奈良線および近鉄奈良線の移設が盛り込まれている。これについて、近鉄と奈良県・奈良市は2020年7月16日、大和西大寺駅 - 近鉄奈良駅間4.4 kmについて、開かずの踏切除却と平城宮跡の迂回を主たる目的とした連続立体交差事業に向けた協議に入ることで合意し、2021年3月25日、近鉄奈良線の高架化、地下化を含めた移設で合意した。
具体的には、大和西大寺駅を高架化した上で、そこから平城宮跡を避けるようにして大宮通りに線路を移設するというもので、宮跡南側は地上に線路を敷設、宮跡東側は地下化する。2041年度着工、2060年度完成の予定で、総事業費は2000億円を見込み、うち高架区間の建設費の7%を近鉄が負担することが決定している。県は近鉄側に、既存の新大宮駅の移設とは別に、大和西大寺駅 - 新大宮駅間に「朱雀大路駅（仮称）」、新大宮駅 - 近鉄奈良駅間に「油阪駅（仮称）」の新設を提案しているが、駅の新設については別途協議されることとなっていた。
しかし、2023年4月9日に行われた奈良県知事選挙で当選した山下真は、「事業の必要性や費用対効果の検討が十分なされていない」として地下化、移設事業を凍結する方針を表明し、同年度の予算執行を中止した。これにより一連の議論は白紙に戻る事になる。
奈良県は「大和西大寺駅の高架化及び近鉄奈良線の移設を行う事業案」に加え、「大和西大寺駅の高架化のみを行い平城宮跡内の近鉄線は存置する事業案」との費用対効果の比較等を行った上で整備方針を決定し、2028年ごろに都市計画決定、2029年ごろに都市計画事業認可を目指すとしている。

## 駅一覧
凡例
●：停車、｜：通過、▲：高校ラグビー開催時臨時停車、※:近畿大学附属小学校・幼稚園平日の開校日に下りのみ臨時停車
普通列車は各駅に停車するため省略。
特急列車については特急列車記事を参照のこと。
#印の駅は列車待避可能駅
| 路線名 | 駅番号                                           | 駅名                          | 駅間 キロ | 布施 からの 営業 キロ | 区間準急 | 準急 | 急行 | 快速急行 | 接続路線 | 所在地   | 所在地 | 所在地   |
| ------ | ------------------------------------------------ | ----------------------------- | --------- | --------------------- | -------- | ---- | ---- | --- | --- | -------- | ------ | -------- |
| 難波線 | A01                                              | 大阪難波駅                    | -         | 6.1                   | ●        | ●    | ●    | ● | 阪神電気鉄道： 阪神なんば線（HS41 阪神本線神戸三宮駅まで直通運転） 大阪市高速電気軌道： 御堂筋線 (M20)・ 四つ橋線 (Y15)・ 千日前線 (S16)…難波駅 南海電気鉄道： 南海本線・ 高野線 (NK01)…難波駅 西日本旅客鉄道： 関西本線（大和路線）（JR-Q17）…JR難波駅 | 大阪府   | 大阪市 | 中央区   |
| 難波線 | A02                                              | 近鉄日本橋駅                  | 0.8       | 5.3                   | ●        | ●    | ●    | ● | 大阪市高速電気軌道： 堺筋線 (K17)・ 千日前線 (S17)…日本橋駅 | 大阪府   | 大阪市 | 中央区   |
| 難波線 | A03                                              | 大阪上本町駅 （近鉄百貨店前） | 1.2       | 4.1                   | ●        | ●    | ●    | ● | 近畿日本鉄道：A 難波線 (A03) （全列車直通） 大阪市高速電気軌道： 谷町線 (T25)・ 千日前線 (S18)…谷町九丁目駅 | 大阪府   | 大阪市 | 天王寺区 |
| 大阪線 | A03                                              | 大阪上本町駅 （近鉄百貨店前） | 1.2       | 4.1                   | ●        | ●    | ●    | ● | 近畿日本鉄道：A 難波線 (A03) （全列車直通） 大阪市高速電気軌道： 谷町線 (T25)・ 千日前線 (S18)…谷町九丁目駅 | 大阪府   | 大阪市 | 天王寺区 |
| A04    | 鶴橋駅                                           | 1.1                           | 3.0       | ●                     | ●        | ●    | ●    | 西日本旅客鉄道： 大阪環状線（JR-O04） 大阪市高速電気軌道： 千日前線 (S19)                                                                                           | 生野区 | 大阪府   | 大阪市 |          |
| A05    | 今里駅                                           | 1.7                           | 1.3       | ｜                    | ｜       | ｜   | ｜   | | 生野区 | 大阪府   | 大阪市 |          |
| A06    | 布施駅#                                          | 1.3                           | 0.0       | ●                     | ●        | ●    | ｜   | 近畿日本鉄道：D 大阪線 (D06) | 東大阪市 | 東大阪市 |        |          |
| A06    | 布施駅#                                          | 1.3                           | 0.0       | ●                     | ●        | ●    | ｜   | 近畿日本鉄道：D 大阪線 (D06) | 東大阪市 | 東大阪市 | 奈良線 |          |
| A07    | 河内永和駅                                       | 0.8                           | 0.8       | ｜                    | ｜       | ｜   | ｜   | 西日本旅客鉄道： おおさか東線（JR-F10）…JR河内永和駅 | 東大阪市 | 東大阪市 |        |          |
| A08    | 河内小阪駅 （大阪商業大学・ 大阪樟蔭女子大学前） | 0.8                           | 1.6       | ●                     | ●        | ｜   | ｜   | | 東大阪市 | 東大阪市 |        |          |
| A09    | 八戸ノ里駅#                                      | 0.8                           | 2.4       | ｜                    | ｜       | ｜   | ｜   | | 東大阪市 | 東大阪市 |        |          |
| A10    | 若江岩田駅                                       | 1.7                           | 4.1       | ｜                    | ｜       | ｜   | ｜   | | 東大阪市 | 東大阪市 |        |          |
| A11    | 河内花園駅                                       | 0.9                           | 5.0       | ｜                    | ｜       | ｜   | ｜   | | 東大阪市 | 東大阪市 |        |          |
| A12    | 東花園駅# （花園ラグビー場前）                   | 0.8                           | 5.8       | ●                     | ●        | ▲    | ▲    | | 東大阪市 | 東大阪市 |        |          |
| A13    | 瓢簞山駅#                                        | 1.4                           | 7.0       | ●                     | ｜       | ｜   | ｜   | | 東大阪市 | 東大阪市 |        |          |
| A14    | 枚岡駅                                           | 1.3                           | 8.3       | ●                     | ｜       | ｜   | ｜   | | 東大阪市 | 東大阪市 |        |          |
| A15    | 額田駅                                           | 0.7                           | 9.0       | ●                     | ｜       | ｜   | ｜   | | 東大阪市 | 東大阪市 |        |          |
| A16    | 石切駅#                                          | 1.1                           | 10.1      | ●                     | ●        | ●    | ｜   | | 東大阪市 | 東大阪市 |        |          |
| A17    | 生駒駅                                           | 4.1                           | 14.2      | ●                     | ●        | ●    | ●    | 近畿日本鉄道：C けいはんな線 (C27)・G 生駒線 (G17)・Y 生駒鋼索線 (Y17)…鳥居前駅                                                                                     | 奈良県 | 生駒市   | 生駒市 |          |
| A18    | 東生駒駅# （帝塚山大学前）                       | 1.2                           | 15.4      | ●                     | ●        | ｜   | ｜   | | 奈良県 | 生駒市   | 生駒市 |          |
| A19    | 富雄駅                                           | 2.3                           | 17.7      | ●                     | ●        | ｜   | ｜   | | 奈良県 | 奈良市   | 奈良市 |          |
| A20    | 学園前駅 （帝塚山学園前）                        | 1.4                           | 19.1      | ●                     | ●        | ●    | ●    | | 奈良県 | 奈良市   | 奈良市 |          |
| A21    | 菖蒲池駅 （近畿大学付属小学校・幼稚園前）        | 1.0                           | 20.1      | ●                     | ●        | ｜   | ※    | | 奈良県 | 奈良市   | 奈良市 |          |
| A26    | 大和西大寺駅#                                    | 2.2                           | 22.3      | ●                     | ●        | ●    | ●    | 近畿日本鉄道：B 京都線（近鉄奈良方面から京都駅及び 京都市営地下鉄烏丸線国際会館駅まで直通運転）・B 橿原線 (B26)（大阪難波方面から急行がH 天理線天理駅まで直通運転） | 奈良県 | 奈良市   | 奈良市 |          |
| A27    | 新大宮駅                                         | 2.7                           | 25.0      | ●                     | ●        | ●    | ●    | | 奈良県 | 奈良市   | 奈良市 |          |
| A28    | 近鉄奈良駅 （奈良公園前）                        | 1.7                           | 26.7      | ●                     | ●        | ●    | ●    | | 奈良県 | 奈良市   | 奈良市 |          |

### 新駅設置計画
2033年に予定されている大阪モノレール本線の門真市駅以南から近鉄奈良線交差地点までの延伸に合わせ、近鉄奈良線にも「瓜生堂駅（仮称）」が設置される予定である。
2010年に平城宮跡で開催される平城遷都1300年記念事業のイベント期間中に大和西大寺駅 - 新大宮駅間に臨時駅を設置することが検討されていたが、イベント規模縮小化への方針などにより臨時駅設置は行なわれなかった。

### 経路変更区間
生駒トンネル前後区間
石切駅 - 孔舎衛坂駅 - 近畿日本生駒駅（1964年7月23日に新生駒トンネル開削で廃線）
近鉄奈良線の車両大型化工事の一環として実施されたもの。孔舎衛坂駅は（旧）生駒トンネルの大阪側坑口に隣接して存在し、現在もホームが残されている。また、同線の石切駅はもともと200m大阪よりにあったが、新トンネル開削に伴い孔舎衛坂駅の代替も兼ね、現在地へ移転した。

向谷トンネル前後区間
近畿日本生駒駅 - 富雄駅（1964年10月1日、新向谷トンネル開削で廃線）
同上。なお現在同区間に存在する東生駒駅は、車両大型化に伴い生駒駅での区間列車折り返しが容量不足で不可能になってきたため、代わりの駅として1968年に開設されたものである。

奈良市内併用軌道区間
大和西大寺駅 - キャンプ・カー駅（終戦直後の一時期に設置された臨時駅） - （新大宮駅） - 油阪駅 - 近畿日本奈良駅（1969年12月9日に地下化）
新大宮駅は近畿日本奈良駅地下化時に新設。大和西大寺駅 - 新大宮駅間は現存。

## 乗降客数
- 出典：[61][62][63][64]

| 路線名       | 駅名         | 乗降客数（人） | 乗降客数（人）  | 乗降客数（人） | 乗降客数（人）           | 備考       |
| 路線名       | 駅名         | 2022年 11月8日 | 2012年 11月13日 | 2010年 11月9日 | 2008年 11月18日          | 備考       |
| ------------ | ------------ | -------------- | --------------- | -------------- | ------------------------ | ---------- |
| 難波線       | 大阪難波駅   | 108,368        | 133,858         | 140,328        | 152,937                  |            |
| 難波線       | 近鉄日本橋駅 | 40,775         | 45,920          | 48,843         | 50,900                   |            |
| 難波線       | 大阪上本町駅 | 63,121         | 76,230          | 80,613         | 78,267                   | 大阪線含む |
| 大阪線       | 大阪上本町駅 | 63,121         | 76,230          | 80,613         | 78,267                   | 大阪線含む |
| 鶴橋駅       | 135,330      | 153,580        | 155,242         | 173,523        | 大阪線含む               |            |
| 今里駅       | 10,007       | 10,047         | 10,405          |                | 大阪線含む               |            |
| 布施駅       | 34,546       | 38,072         | 39,448          | 41,876         | 大阪線含む               |            |
| 布施駅       | 34,546       | 38,072         | 39,448          | 41,876         | 大阪線含む               | 奈良線     |
| 河内永和駅   | 12,540       | 10,667         | 10,468          |                |                          |            |
| 河内小阪駅   | 22,164       | 27,357         | 28,693          | 30,584         |                          |            |
| 八戸ノ里駅   | 25,064       | 24,708         | 23,837          |                |                          |            |
| 若江岩田駅   | 14,093       | 15,084         | 15,089          |                |                          |            |
| 河内花園駅   | 10,328       | 11,553         | 12,088          |                |                          |            |
| 東花園駅     | 17,520       | 16,588         | 16,057          | 16,084         |                          |            |
| 瓢簞山駅     | 18,398       | 22,725         | 24,137          |                |                          |            |
| 枚岡駅       | 4,149        | 5,071          | 5,029           |                |                          |            |
| 額田駅       | 3,112        | 3,612          | 3,701           |                |                          |            |
| 石切駅       | 7,609        | 9,066          | 9,385           | 10,942         |                          |            |
| 生駒駅       | 42,661       | 47,700         | 48,220          | 49,856         | 生駒線・けいはんな線含む |            |
| 東生駒駅     | 15,381       | 18,135         | 18,948          |                |                          |            |
| 富雄駅       | 24,863       | 28,456         | 29,120          |                |                          |            |
| 学園前駅     | 44,017       | 56,257         | 57,064          | 58,424         |                          |            |
| 菖蒲池駅     | 10,997       | 12,150         | 11,860          |                |                          |            |
| 大和西大寺駅 | 42,850       | 46,345         | 48,660          | 49,450         | 京都線・橿原線含む       |            |
| 新大宮駅     | 25,098       | 28,670         | 29,322          | 28,866         |                          |            |
| 近鉄奈良駅   | 49,225       | 51,147         | 67,761          | 57,549         |                          |            |